# カゲロウプロジェクト
『カゲロウプロジェクト』は、音楽家、小説家、脚本家のじん（自然の敵P） （以下じん）によるマルチメディアプロジェクト。じんが2011年から発表している楽曲に加え、2012年に楽曲で描かれる物語を題材としたじん自身の執筆による小説、じんの原作を元にした佐藤まひろによる漫画が発表されている。また、アニメ化の企画も決定し、2014年4月から6月まで『メカクシティアクターズ』を放送した。楽曲のボーカルには、IA、初音ミクといったヤマハの歌声合成技術VOCALOIDを使ったボーカル音源を使用している。代表曲に「カゲロウデイズ」、「チルドレンレコード」、「ロスタイムメモリー」、「夜咄ディセイブ」など。音楽パッケージの累計発売数は2016年4月時点で70万枚を突破し、書籍の累計発行部数は2021年4月時点で1500万部を記録している。

## シリーズ展開

### 1作目の公開
カゲロウプロジェクトの作品は、2011年2月にじんが動画共有サービスニコニコ動画で発表した曲「人造エネミー」に始まる。この第1作目の「人造エネミー」はパソコンのソフトウェアからの主観とその主観からのメッセージを描いた曲で、後に発表される小説や漫画でも第1話に対応している。
また、「人造エネミー」に対するTwitterでのコメントをきっかけに、じんはイラストレーターのしづと交流を持っている。2作目の「メカクシコード」では、しづが動画のイラストを担当し、その後もじんの動画のイラストの他、CDのジャケットイラストや小説の挿絵も手がけることになる。

### 1作目の公開後
1作目公開の後、じんは本格的に長い物語を作ろうと考え、登場人物たちの所属する「メカクシ団」を設定し、「目」をテーマに据えて、物語を描いた楽曲を次々と発表する。なお、これらの楽曲は、作品世界の時系列とは異なる順序で発表されている。こうした一連の楽曲の中でも、2011年9月に発表された3作目の「カゲロウデイズ」は、ニコニコ動画では翌2012年1月までに100万回以上の再生数を記録する大きな人気を集め、多くのファンを引き込むことになった。「カゲロウデイズ」は、そのストーリー性を含んだ歌詞と世界観から、様々な考察が行われた曲でもある。
5作目「想像フォレスト」をはじめ、映像製作に携わるわんにゃんぷーは、ニコニコ動画で「【手描き】カゲロウデイズ【自己解釈PV】」を発表しており、この作品をきっかけにじんの作品の制作に加わることになった。「カゲロウデイズ」をはじめとする関連動画の総再生数は2015年4月10日までに1億回を超えた。

### 小説化・漫画化へ
2012年3月30日には、CDおよびじん自身の執筆による小説の発売、じんの原作を元にした漫画連載が発表され、楽曲発のマルチメディア展開が始動した。2012年5月30日に、カゲロウプロジェクト関連曲を収録したCDの第1弾、アルバム『メカクシティデイズ』が発売。同日に小説の第1弾『カゲロウデイズ –in a daze-』も発売され、楽曲をつなぐ物語が初めて明らかとなった。
アルバムと小説はそれぞれオリコンの週間ランキングで、CDアルバム6位、文庫本10位にランクインしている。翌6月には月刊コミックジーンで漫画『カゲロウデイズ』の連載も開始された。同年8月15日発売のシングル「チルドレンレコード」は同月第四週のオリコンの週間シングルランキングで3位にランクインしている。
2013年5月25日20:00には「夕景イエスタデイ」や「マリーの架空世界」、「少年ブレイヴ」や「サマータイムレコード」などの2ndアルバムに入っている楽曲の一部をニコニコ生放送で公開した。
2013年2月17日にニコニコ動画に投稿された「夜咄ディセイブ」は投稿から20分後に8万回再生、投稿から約4時間59分で殿堂入り(10万回再生)を達成。VOCALOIDを使った曲としては歴代2位の速さとなった。翌31日後にミリオン再生。

### アニメ化の発表
2013年5月29日発売の『メカクシティレコーズ』にて、アニメタイトルが『メカクシティアクターズ』に決まったことが発表された。2013年8月15日に行われたじんのライブ「ライブ・イン・メカクシティ」のアフターパーティで、制作はシャフト、監督は新房昭之であることが発表され、その後、2013年12月25日に東京・名古屋・大阪の街頭ビジョンとアニメイト一部店舗にて公開された少年ブレイヴのPVの後に日程が2014年の4月ということが発表された。
その後2014年1月1日に発売された「MEKAKUCITY V's」（メカクシティブイズ）は1月8日のオリコンランキングで第1位を獲得。
2014年1月25日23時59分45秒に、アニメ「メカクシティアクターズ」の出演キャストとアニメビジュアルの紹介が始まった。以後、毎週土曜に同時刻で続報を順次発表された。そこで4月12日0時からの放送となった。
2016年8月15日に、ニコニコ生放送にて行われた『SEEK at MEKAKUCITY』で、新作「メカクシティリロード」の制作が発表された。媒体・制作などのその他詳細情報は不明。

## あらすじ

### 第一章
8月14日、引き篭もりの青年・シンタローこと如月伸太郎は、パソコンに居ついている電脳少女・エネのいたずらのせいでマウスとキーボードにコーラをかけて故障させてしまい、換えの品を購入するために止むを得ずエネと共に2年ぶりに外出するが、買い物に行った先のデパートで立て篭もり事件に巻き込まれ人質となってしまう。人質になった彼は、エネを使いコンピューターをハッキングしてシャッターを開こうと考える。すると隣にいた猫目の少年・カノが「もう少しで隙ができる」と言い、直後テロリスト達が混乱し始める。混乱の最中、自由になったシンタローはエネをコンピューター室にハッキングさせ、シャッターを開かせるがその直後シンタローは銃声を聞き、意識が途絶えてしまう。
翌朝、シンタローはメカクシ団という奇妙な団体のアジトで目覚める。
そこには妹であるモモこと如月桃の姿があり、事件の顛末を聞かされることになる。
8月14日の午前中、シンタローの妹で人気アイドルのモモは、ファンの人込みから逃れた先でメカクシ団の団長・キドに出会いアジトに連れて行かれる。メカクシ団は目にまつわる能力を持つ人達の集まりで、間違いで連れて来られたものの自身の持つ「目を奪う」能力に苦しんできたモモは、能力の制御を身に着けるためメカクシ団に加わることを決意する。メカクシ団の少女・マリーの不注意によりモモの携帯電話が故障したため、キドの「目を隠す」能力によって姿を隠してメカクシ団全員で向かったデパートで、たまたま事件に遭遇する。そして、モモはそれぞれの能力を駆使した作戦を計画、提案、実行し、事件を収束させた。

### 第二章
3年前、とある高校の学校祭準備期間。ある病気が理由で特別学級に所属する榎本貴音と、そのクラスメイト・九ノ瀬遥は担任・楯山研次朗の見栄により学校祭に出店するはめになる。学校祭の出し物について話し合うも、学校から割り当てられた資金は担任が私物購入のため既に使用してしまっていた。八方塞がりの中で貴音は、シューティングゲームを制作することを思いつく。貴音は研次郎にゲームの制作を指示。ゲームは遥によって「ヘッドフォンアクター」と名付けられた。
対戦形式で貴音が参加者を相手する、ということを危惧する遥。
実は貴音は遥に秘密にしている特技があった。それはネットシューティングゲームで『閃光の舞姫エネ』として全国2位の腕を持っていたこと。
最初は勝っていた貴音だったが文化祭終盤で如月伸太郎に敗北。文化祭の出し物の中でMVPに選ばれた。
隠したかったこと（中二病をこじらせたアカウント名など）は遥にバレてしまうも、思い出に残る文化祭になった。
1年後（第一章の2年前）の8月15日、貴音は成績の、遥は出席日数の問題で補習にかかる。
先にプリントを終わらせた遥はネットゲームを始めるが、貴音は構って貰いたくてヘッドフォンで音楽を聞き始める。その結果、貴音は遥が発作を起こしたことに気付くことができず遥は倒れ、病院に運ばれる。病院に運ばれた遥の荷物を取りに行く貴音は学園祭以来の後輩である友人、アヤノこと楯山文乃に「自分の気持ちに素直になってください」と言われる。自分の気持ちに気付いた貴音は遥のいる病院に急ぐが発作により倒れてしまう。 目覚めた貴音が電脳世界の中から見たのは謎の研究施設と遥のゲームキャラクターである「コノハ」、明らかに雰囲気の違う担任・ケンジロウの姿だった。
回想シーンが終わり、再び現在の8月15日。アジトで事の顛末を聞かされ、半強制的にメカクシ団の団員になってしまったシンタローはメカクシ団と共に遊園地に来ていた。エネやマリーに振り回されるシンタローは満面の笑みを浮かべるエネを見て昔を思い出しそうになる。

### 第三章
都会から遠く離れた田舎町。クラスのアイドル・ヒヨリこと朝比奈日和と、彼女をこよなく愛する「一流アサヒナー」の少年・ヒビヤこと雨宮響也。ヒビヤが落とした定期入れを偶然拾ったヒヨリは、ヒビヤがスマートフォンを欲しがっていることを知り、義兄であるケンジロウからアイドル・モモのサインを貰うため、ヒビヤの望みを叶えることを条件に彼を付き人として連れ都会へ行く。かつてヒヨリの姉が住んでいた家には白髪の青年・コノハが住んでおり、到着した二人を出迎える。
メカクシ団が関わった一連の事件のせいでヒビヤの携帯を買うことは延期になり、その翌日に向かったヒヨリの姉・楯山彩花の墓参りで、先に楯山家の墓に訪れていたカノと出会う。その帰り、赤い目をした猫を追いかけて公園に行くも、二人を捜してやってきたコノハから逃げ出したヒヨリと、彼女を追いかけたヒビヤがトラックにはねられ、「カゲロウデイズ」に引き込まれる。
カゲロウデイズから抜け出したコノハとヒビヤを追いかけてきたメカクシ団は、ヒビヤの能力や能力取得のきっかけである「大きな口」の存在、モモの能力の制御など大きな進歩をする。その矢先メカクシ団最後の作戦となる「カゲロウデイズ攻略作戦」が始まる。

### 第四章
遠い昔、あるメデューサ・アザミ（マリーの祖母）が人間に襲われ失望し、森に引きこもる。アザミはそこで出会った少年兵・ツキヒコと恋に落ち、やがて一緒に暮らすようになる。しかし、人間であるツキヒコが少しづつ歳を取り続けていることに怯え、永遠に一緒にいられる「終わらない世界」（「カゲロウデイズ」）を創る。
一方、現代編では、モモとヒビヤがヒヨリを探しに出かけていた頃、アジトに残っていたシンタロー、キド、マリー、コノハは能力に関する手がかりを探すためにマリーの生家に向かった。深い森の奥にある古い家に辿り着いた一行は、そこであるメデューサの綴った一冊の日記を発見し、「カゲロウデイズ」が創られた理由を知る。キドはアジトに帰った後「カゲロウデイズ攻略作戦」を宣言する。

### 第五章
カノはエネに元の身体に案内すると提案する。信じようとしないエネに、カノは「身の上話をするから飽きたらどっかに行って構わない」と言って話を始める。
10年前、カノこと鹿野修哉は、母親をいつも怒らせてしまう自分を「不良品」と感じ始めていた。ある日、誤ってカップを割ってしまって母親に怒られ、代わりのカップを買いに出掛けた（この際アヤノと出会っている）。帰ってくると家には強盗が押し入っていて、母親と修哉はその強盗によって包丁で刺される。そして、修哉の目の前で母親は死亡する（この時、蛇と対話、目を欺く能力を得る）。
事件から2ヶ月が経過し、修哉は親戚の家に引き取られ、静かに生活しようと心掛けていた。そんなある日、修哉は母親が刺された物と同種のナイフを見つけ、母親のことを思い浮かべていると、自分の顔が母親に変わっていた。その瞬間を親戚であるおばさんに見られ、「修哉の母の幽霊が出た」と警察沙汰になりかける。「痛み」によって「自分」を感じる事が出来、元の姿に戻り幸い能力のことはバレなかったが、「幽霊が出るのは修哉のせい」と、修哉は児童養護施設に預けられた。
児童養護施設で修哉に割り当てられた107号室には、偶に姿が認識されなくなる木戸つぼみと他人の心の中を読み取る力を持つ瀬戸幸助がいた。互いに衝突しつつも、次第に3人は信頼を寄せあっていく。
3人はある日、楯山家に引き取られる（この時、キドとカノは喧嘩中だった）。楯山家の母親・楯山彩花、父親楯山研次朗と、その娘・楯山文乃と幸せな生活を送り、7年が経つ。
そんな幸せな日は長くは続かず、アヤカとケンジロウの乗った車は『化け物』の調査中に土砂崩れに巻き込まれる。ケンジロウは助かったが、アヤカは助からなかった。半年後、アヤノはケンジロウの異変、冴える蛇の企みに気付き、カノに公園で相談する。（カノはアヤノに協力するため一時期アヤノに欺いて学校に通うことになる）アヤノは「冴える蛇と話をしてくる」と言って、冴える蛇の企みを阻止するため、カノの目の前で飛び降り自殺する（表向き、冴える蛇はケンジロウの「アヤカに会いたい」という願いを叶えるため教え子を実験台として使い「目」の能力者を全て集め、殺そうとしている）。
アヤノの自殺の直後、「目」の能力者を全て集めれなくなった冴える蛇は「アヤノによって計画は破綻したが、ならば新しくやり直せばいい」と新たな計画の存在をカノにほのめかす。
カノは冴える蛇によってアヤノの死体に欺き、そこから帰る途中、アヤノの姿のままシンタローを責めてしまう（このことがシンタローが引きこもってしまう原因になっている）。
以上のことを冴える蛇に脅されてキドやセトにも言えなかった様子。またヒビヤたちがカゲロウデイズに接触することを知っていた模様。全てを話し終えたカノの前に（エネは身体に戻った）セトが現れる。重圧に耐え切れなくなったカノがセトに心情を吐露し始め、セトはカノの思考を読み取る。
最終的に、カノは皆に全てを打ち明けることを決意する。

### 第六章
何もない真っ白で広大な部屋に立っていたシンタロー。彼にはメカクシ団に会ってからの記憶が無く、突然の事態に混乱していた。そこに2年前に亡くなった筈のかつての先輩であった遥が現れる。遥は、「謝らなければならない」と、前置きをして自分の身の上話をし始める。
3年前、遥はクラスメイトである榎本貴音と学園祭で射的ゲームを出すため、楯山家に1週間ほど住み込みを始める。遥はそこでアヤノという少女に出会う。遥はアヤノに「この家で不思議なことがあっても気にしないで欲しい」と言われる。その言葉通り遥は姿の消える少女を目撃したり、もう1人のアヤノ（カノが化けていた）に「自分（アヤノのこと）をイヤらしい目で見るな!」と約束させられたりした。セトの話によりケンジロウの奥さんが亡くなったことを初めて知ったあたり、学校では何も言っていなかった様子。
学園祭当日、遥はシンタローを連れたアヤノと出会い'エネ'こと貴音とシンタローの対戦を見てゲームに憧れる。景品を持ってシンタローに渡し、ゲームについて教えてもらう。
約2ヶ月後、遥はシンタローとゲームする仲となる。その後、モモがゲームのイベントに出演（実際は声の出演だったが）すると聞いたシンタローと遥はイベントに参加するが、イベント開催者に迷惑をかけてしまったシンタローにモモは「もうお兄ちゃんと呼ばない」と言われる。モモの好きなキャラクターの景品を得るためにゲーム大会に出場、たまたま出場していたエネ、アヤノ ペアと戦う。
8月15日、遥は発作を起こして倒れてしまう。倒れた遥は「もっと強い身体が欲しい」と願い、「目を醒ます」能力を得る。しかし、その強靭な身体に精神が弾き出されてしまい、その身体は別人格（コノハ）を生み出し元の世界に帰ってしまった。
遥の話によってシンタローはアヤノが自殺してから2年間の記憶を粗方思い出すが、ここに来るまでの記憶を思い出せないシンタローに遥は前置きした内容を話し出す。その瞬間、シンタローは全てを思い出しその話が遥にとって言い難いことであることに思い至る。
全てを思いだし、自分が「カゲロウデイズ」にいることを理解したシンタローに、遥はシンタローがコノハに殺されたことを明かし、カゲロウデイズを止めて欲しいと頼む。

### 第七章
キドは、父親の愛人であった自分の母を亡くし、父親と義母（つぼみが引き取られた時に死亡）と義姉との4人で暮らしていた。ある日、父親が私欲のために屋敷に火をつけ義姉と共にカゲロウデイズに飲み込まれた。カゲロウデイズの中で閉じこもっていたアザミに会い、目を隠す能力を得てアザミにカゲロウデイズから出ることを勧められる。しかしキドは火事にあったとき父親を殺してしまったので出ることを拒否した。しかしアザミに目をかける能力で目を隠す能力は記憶も隠せることを教えてもらい、アザミと会ったことと父親を殺してしまったことを忘れカゲロウデイズの外に出た。
メカクシ団は、カゲロウデイズ攻略作戦を決行。チームに分かれ、敵のアジトに潜入する。

### 第八章
黒コノハ(クロハ)に殺されたキド、シンタロー。マリーに取りついたアザミが黒コノハの動きを止める隙に、カノ、モモ、エネ、ヒビヤが黒コノハを封じる為の作戦を考えた。一方で、シンタローはカゲロウデイズでアヤノとの再会を果たす。そして、彼らが黒コノハを封じる為に下した決断は、カゲロウデイズで巻き戻す事だった。

## 登場人物
※声はテレビアニメ『メカクシティアクターズ』、映画『カゲロウデイズ-in a day's-』でのキャスト。

### メカクシ団
団員ナンバー順で列記。
キド / 木戸 つぼみ（きど つぼみ）【メカクシ団団員NO.1】
声 - 甲斐田裕子
誕生日：1月2日 / 血液型：B型 / 身長：168cm / 体重：44kg / BMI：15.59
楽曲：メカクシコード / 失想ワアド
能力：目を隠す
メカクシ団の団長。いつもイヤホンで音楽を聴いている。気性が強く女性でありながら一人称を「俺」と言うなど中性的な少女。しかし、個性的な団員の統制に四苦八苦する苦労人であり、また、料理上手で、リンスを変えたりこっそりフリルのスカートを買ったりと、女の子らしい一面もある。また、お化け屋敷やジェットコースターなどに怯える怖がり屋。物語の舞台は8月のため、カノとセトと同級生ではあるが16歳。
カノ、セトとは同じ孤児院出身で、共に楯山夫妻に引き取られた。元は素封家の次女だったが、愛人の子であったために浮いており、常に消えたいという願望を抱いていた。父親の会社が倒産したことで、父がヤケを起こして家に火を放ち一家心中を計ったことで死亡。その時に姉と共に「カゲロウデイズ」に接触し、自身や一定距離内のものの存在感を薄める「目を隠す」能力を手に入れた。能力中に対象者が大声を出しても気付かれることはないが、人にぶつかったり触れたりすると存在を認識されてしまう。最初はこの能力は人の視界に入らないところでしか使えなかったが、アニメの最終回では人の視界に入っていても使えるようになっていた。
以前、貴音の学校の文化祭で貴音と殺戮シューティングゲーム「ヘッドフォンアクター」で勝負した。元は一人称は「私」で女の子らしい少女だったが、アヤノが自殺した後にもっと強くならなくてはならないと思い、団長の座を継いで現在の男らしい口調に変わった。義父・ケンジロウのことは全く知らされておらず、カノに押し切られる形で楯山家を出た時もひとり残されることになる父のことを心配していた。
お調子者のカノには、よく手厳しいツッコミを入れるが、漫画のアナザーストーリーでは、黒コノハに銃殺されたカノのもとに、涙ながらに駆け寄るといった面を見せている。
好きなアーティストは『◯asis』『RADI◯HEAD』『トク◯シューゴ』。イメージカラーは紫色。
セト / 瀬戸 幸助（せと こうすけ）【メカクシ団団員NO.2】
声 - 保志総一朗（少年時代：石塚さより）
誕生日：3月28日 / 血液型：O型 / 身長：178cm / 体重：72kg / BMI：22.72
楽曲：少年ブレイヴ / 空想フォレスト
能力：目を盗む
緑色のつなぎを着た青年。「〜っす」という体育会系の口調で話す。快活な性格で、放浪癖がある。森の奥で一人で暮らしていたマリーと出会い、彼女と仲良くなってから何度も会いに行っていたようで、楯山家を出た後に皆で一緒に暮らそうと彼女をメカクシ団に迎えた。普段は様々なバイトをこなしており、メカクシ団の生活費はほとんどセトのバイト代で賄っている。物語の舞台は8月のため、カノとキドと同級生ではあるが16歳。
キド、カノとは同じ孤児院出身で、共に楯山夫妻に引き取られた。両親はおらず、当時は気弱な性格で、周囲とコミュニケーションが取れなかったために虐められており、言葉がなくとも他人の気持ちが分かるようになりたいと思いながら、捨てられた子犬を唯一の友達としていた。しかし、その子犬が子供達に氾濫した川に投げ込まれてしまい、助けようとして氾濫した川に飛び込み死亡。その時に「カゲロウデイズ」に接触し、対象の情報を心も含めて読み取る「目を盗む」能力を手に入れた。しかし、この能力を周囲から忌み嫌われたため、「意思疎通もせず人目を盗むような嫌な能力」と嫌い、能力を使うことを避けている。
好きな女性のタイプは『八千◯薫』。イメージカラーは緑色。
カノ / 鹿野 修哉（かの しゅうや）【メカクシ団団員NO.3】
声 - 立花慎之介（少年時代：甲斐田ゆき）
誕生日：5月10日 / 血液型：B型 / 身長：165cm / 体重：50kg / BMI：18.37
楽曲：夜咄ディセイブ
能力：目を欺く
大人びた外見でつり目が特徴的な青年。飄々とした性格で常に笑顔だが、他人をからかうことが好きでその態度からモモやマリーに軟派だと思われている。しかし、いざという時には頼れる存在。17歳。
キド、セトとは同じ孤児院出身で、共に楯山夫妻に引き取られた。情緒不安定な母親に虐待されて育ち、それでも母親を庇いたいという願望から、自分の傷を隠したがっていた。ある日、強盗に押し入れられて母親と共に刺殺され、その際に「カゲロウデイズ」に接触し、他人の目に映る自身の姿を偽る「目を欺く」能力を手に入れた。彼が常に笑顔なのはこの能力によるものだが、痛みを感じると解除される。アヤノのことを姉として慕っており、かなりのシスコン。
以前、キドと一緒に貴音の高校の文化祭に訪れ、貴音たちの作ったシューティングゲーム「ヘッドフォンアクター」で戦う貴音とキドの様子を見物していた。
アヤノの頼みで、アヤノに成りすまして彼女が通う高校に通っていたことがあり、その時にシンタロー、貴音、遥と会っている。実はアヤノの自殺の真相や「目が冴える蛇」の目的を知っていたが、義父ケンジロウの姿をした「冴える蛇」に脅されてしまいキドやセトに話すことができなかった（セトは薄々勘付いていた様子）。当然「冴える蛇」に憑りつかれた父の側にいることなどできる筈もなく、押し切るような形でキドとセトを連れて楯山家を出て行った。
またキド・セトと同級生だが、物語の舞台が8/14〜15なので1月生まれのキド、3月生まれのセトと違い、5月生まれの彼は既に誕生日を迎えていることになる。
漫画ではキドに想いをよせていたという記述がある。
好きな都道府県は『佐賀県』。イメージカラーは黒色。
マリー / 小桜 茉莉（こざくら まり）【メカクシ団団員NO.4】
声 - 花澤香菜
誕生日：7月21日 / 身長：154cm / 体重：リンゴ130個分の重さ
楽曲：空想フォレスト / 群青レイン / アウターサイエンス / マリーの架空世界
能力：目を合わせる
メデューサと人間のクォーターの少女。白い肌、白い長い髪に桃色の瞳と、青と白のエプロンドレスが特徴。引っ込み思案な性格。外に出かけるときはセトから貰ったパーカー（バラの刺繍入り）と幼少期着ていた服からリメイクした桃色のリボンを着けている。目を合わせた相手の動きを止める「目を合わせる」能力を持ち、童話のヒロインのような外見とは裏腹に年齢は140歳以上である。メデューサは本来相手を石にする力を持つが、メデューサの血を1/4しか持たないマリーは、相手の動きを一定時間止めるのが限界である。非常に純粋だが臆病で引っ込み思案な性格で、よくドジを踏むためカノから度々弄られている。体力もシンタローより乏しい。そのため、小説版1巻ではシンタローに、2巻ではセトに、アニメ11話ではコノハに、12話ではセトに背負われている。反面、手芸が得意。カノ曰く「引っ込み思案の究極系」。
かつては母・シオンと共に森でひっそりと暮らしていたが、ある年の8月15日に言いつけを破り外で遊んでいたところ、人間に見つかり暴行される。シオンはマリーを助けるために人間を石にしようとするも、間に合わずにマリーは撲殺され、目を合わせる能力の反動でシオンも死亡してしまう。その際に祖母のアザミにシオンと共に「カゲロウデイズ」に引き込まれ、アザミに失った命の代わりにメデューサの力の核にして全ての蛇（能力）を統括する「目を合体（あわ）せる」蛇を与えられ、メデューサの力を手に入れて蘇った。音楽編PVでは上述の話がやや異なる経緯で描かれている。小説版では「目を合体せる」能力を手に入れた際の記憶を失い、母親は人間に襲われた際にどこかへ連れて行かれたと思い込んでいる。
「目が冴える蛇」の陰謀と、メカクシ団とずっと一緒にいたいという思いから、現実世界を「カゲロウデイズ」化させてしまっている。
８章でかつて腰まであった髪の毛が、肩につからないくらい短くなっている。
好きなアニメは黒執事で、読書が趣味。苦手なものは蜂。
セトとは彼がメカクシ団に誘ってくれたことから、仲が良い。
イメージカラーはピンク。
モモ / 如月 桃（きさらぎ もも）【メカクシ団団員NO.5】
声 - 柏山奈々美
誕生日：2月14日 / 血液型：O型 / 身長：162cm / 体重：43kg / BMI：16.38
楽曲：如月アテンション / オツキミリサイタル
能力：目を奪う
シンタローの妹で、高校1年生の人気アイドル。ケンジロウの生徒。エネとも顔見知りである。明るく世話好きな性格だが、メカクシ団に入る前は人一倍目立ってしまう特異体質ゆえに周囲から疎まれやすく、友達もいなかった。16歳。
幼い頃、父と海難事故に遭って溺死した際、「カゲロウデイズ」に接触したことで、自分自身や自分の作ったものが人の目を惹きつける「目を奪う」能力を身につけた。しかし制御できておらず、常に理由も理屈も関係なく目立ってしまうことから、当人はそれを疎ましく感じており、能力を抑えるために偶然出会ったメカクシ団に加わる。アニメ最終話では完全にコントロールできるようになっていた。
兄のシンタローと違い、学力は壊滅的（漫画では生物で、アニメでは歴史で2点をとっている）でセンスと味覚もどこかずれているが、絵は上手い。かつては優秀過ぎる兄に劣等感を抱いており、目立ちたいと思っていた。好物はあたりめと炭酸入りおしるこ（おしるコーラ）。
好きなゲームは『せが◯いじり』。イメージカラーはオレンジ。
エネ / 榎本 貴音（えのもと たかね）【メカクシ団団員NO.6】
声 - 阿澄佳奈
血液型：AB型 / 身長：640xp / 体重：2MB                      (榎本貴音時の身長・体重は不明)
楽曲：人造エネミー / ヘッドフォンアクター / エネの電脳紀行 / 夕景イエスタデイ
能力：目を覚ます
シンタローのパソコンに居つく電脳体の少女。青髪のツインテールとノイズのように欠けた足が特徴。天真爛漫で悪戯好き。大体の電子機器へ移動することが可能で、ハッキングが得意。シンタローを「ご主人」と呼ぶが、実際は彼に悪戯をして楽しんでおり、業を煮やしたシンタローが何度もデリートを試みるもネット上から復元され、失敗に終わっている。
元は「榎本貴音」という名の生身の人間で、シンタローとアヤノより1年先輩。19歳。電脳体になる前は両親は海外で仕事をしていたため祖母と二人暮らし。当時は突然意識を失う病気による眠気や学校のことで常に苛立っていたため、目つきが悪く性格も捻くれていた。上述の理由で養護学級に通っており、教室は理科準備室にある。遥（後のコノハ）は唯一のクラスメイトで、無自覚に好意を抱いていた。愛用しているヘッドフォンは祖母が誕生日に贈ったものである（ちなみにメカクシ団で現在唯一誕生日が判明していない）。好物はブリ大根、嫌いな物はトマト。
オンラインFPS「DEAD BULLET -1989-」のヘヴィプレイヤーであり、全国2位の腕前を持つ。ゲーム上では「閃光の舞姫・エネ」を名乗り、独自のプレイスタイルに「夢幻円舞-ホーリィナイトメア-」と名付け、「閃光の輪舞-エターナルロンド-」というグループを作っていた。
高校2年生の時、養護学級の担任であるケンジロウの実験により薬品を投与されて死亡し「カゲロウデイズ」に干渉。肉体と精神を切り離され消滅しかけるも、「目を覚ます」能力を得て不老不死の精神を身につけ、思念だけが電子化して残った（アニメ最終話では自由に電脳化できる能力になった）。それによって睡眠欲が無くなったため、常にハイテンションな性格になった。シンタローがエネをデリートしても復元するのはこの能力のおかげだが、電子機器ごと破壊されると死亡してしまう。エネとしての容姿は、学園祭の出し物として担任が作ったゲーム「ヘッドフォンアクター」のラスボス「貴音2号」がモデル。
シンタローとは文化祭の時に知り合い、当時彼とは不仲で生意気な態度を取られたり、口論が絶えなかったりと、嫌な思いをさせられていた。シンタローへの嫌がらせは、当時の仕返しによるものだが、彼を気に掛けたり精神的に支えようとしたりする様子も見られる。シンタローの元に現れた理由も「このまま放っておいたら死んじゃいそうだったから…」と語っており、本気で嫌っている訳ではない。これは、アヤノの言葉が影響していると思われる。
自分の正体は、シンタローや周りの人間には隠しているが、コノハと対面した当初は2年ぶりの再会に心を躍らせて話しかけていた。だが、コノハが遥としての記憶を失っていることを知った際は彼を「ニセモノさん」と呼んで憤慨し、勢い余って元の口調に戻っていた。
冴える蛇を倒すため、カノの助力で元の体に戻り、後に貴音としてシンタローと再会、自身の正体も打ち明けた。
好きな映画は『ゴッド◯ァーザー PART II』『時計じかけのオ◯ンジ』。イメージカラーは青色。
シンタロー / 如月 伸太郎（きさらぎ しんたろう）【メカクシ団団員NO.7】
声 - 寺島拓篤
誕生日：4月30日 / 血液型：A型 / 身長：172cm / 体重：58kg / BMI：19.61
楽曲：人造エネミー / 透明アンサー / ロスタイムメモリー
能力：目に焼き付ける
本作の主人公。パソコンに入り浸っている引きこもりの18歳の青年。
所有しているパソコンに来た謎のメールの添付データから侵入した謎のソフト・エネに手を焼いているが、ネット依存症ゆえに電源を消すこともできずにいる。ある日、エネの悪戯のせいでパソコンが使えなくなり、買物のため2年ぶりに外出したところ、強盗事件に巻き込まれ、そこでメカクシ団と接触を持ち、エネに脅されて半ば無理矢理入団することになった。
常識的だが、小心者でメカクシ団のメンバーに翻弄されている。反面、コノハのことで元気がなかったエネを充電が少ないせいだと勘違いしたり、ドアが開いていたからとモモの部屋を勝手に覗いたりと、少々デリカシーに欠けている。引きこもる前は、生意気で冷めた性格だった。IQは168で、テストは常に満点の成績を修めていたが、体力は無く、運動も苦手。親友・アヤノの自殺により高校を中退した。
シンタローが中学3年の頃に、アヤノと共に訪れていた貴音の高校文化祭で貴音と出会う。「ヘッドフォンアクター」という殺戮シューティングゲームで対戦を行い本気で挑んでいた貴音にパーフェクトで勝利した。エネ（貴音）のことは、鬱陶しく思っていたが、彼女の手放しの明るさに救われていた部分もあった。
遠い昔の「カゲロウデイズ」で、同じ悲劇は絶対に起こさないことをマリーと誓い、見た物を全て記憶する「目に焼き付ける能力」を得た。
好きな漫画は『神風怪盗◯ャンヌ』。イメージカラーは赤色。
ヒビヤ / 雨宮 響也（あまみや ひびや）【メカクシ団団員NO.8】
声 - 富樫美鈴
誕生日：11月4日 / 血液型：AB型 / 身長：140cm / 体重：36kg / BMI：18.37
楽曲：カゲロウデイズ / コノハの世界事情 / オツキミリサイタル
能力：目を凝らす（漫画編では「目が冴える能力」を得ている）
ごく平凡な田舎に住む少年。クラスメイトのヒヨリに恋心を寄せており、彼女のコアなファンである一流の「アサヒナー」となっている。頭は良いが、子供ひとりでテレビすら見せてもらえないほどの厳しい家で育ったため、流行などに疎くやや世間知らずになってしまっている。年齢は11歳。小学6年生。
ある偶然からヒヨリに「荷物係」を任命されることとなり、親を何とか説得し彼女と共に都会の街を訪れ、その時に出会ったコノハに激しい嫉妬心を抱く。街を歩いていたところ、ヒヨリを助けようとして共にトラックに轢かれて死亡し、「カゲロウデイズ」に接触した。この一連の事件は「目が冴える蛇」の陰謀である。その後一人だけ助かってコノハと共に現実世界に戻り、遠方の事象や内容を俯瞰的に認識する「目を凝らす」能力を手に入れ、その能力でヒヨリを捜し始める。
良く言えば大人びた、悪く言えば生意気な性格で、モモを「おばさん」と呼び、彼女とは口論が絶えなかったが、「オツキミリサイタル」で和解した。
好きな野菜は『カボチャ』。イメージカラーは水色。
コノハ / 九ノ瀬 遥（ここのせ はるか）【メカクシ団団員NO.9】
声 - 宮野真守
誕生日：12月24日 / 血液型：O型 / 身長：182cm / 体重：64kg / BMI：19.32
楽曲：コノハの世界事情 / アウターサイエンス / 夕景イエスタデイ / サマータイムレコード
能力：目を醒ます
白髪の青年の姿をした記憶喪失の人造人間。無表情だが、マイペースで好奇心旺盛。人並み外れた体力を持っている。19歳。
エネと同じく人造人間となる前は「九ノ瀬遥」という名の生身の人間で、貴音と同級生だが、発作で命に関わるほどの非常に重い病気を患っていたため、貴音（後のエネ）と同じ養護学級に在籍していた。細身で病弱な割に、大食漢。当時の性格は、温厚でおっとりしていた。成績優秀で絵も上手いが、病気のために欠席も多かった。
先天的な病気の発作で死亡し、「カゲロウデイズ」に干渉したことで「自身の理想とする肉体」に作り替える「目を醒ます」能力を手に入れ、かつて遥が作ったゲームのアバター「コノハ」の姿になる。しかし、遥の精神が貧弱だったために、彼の精神はカゲロウデイズに取り残されてしまい、空っぽの肉体だけが現実世界に戻って行った。遥にはもうひとつ「友達と遊びたい」という願いがあったため、「目を醒ます」能力はその願いのため空っぽの肉体に別の人格を生み出した。それが記憶喪失の人間「コノハ」の正体であり、現実世界では遥としての記憶がないため、一般常識が欠如している。コノハが見聞きしていることはカゲロウデイズに取り残された遥の精神にも伝わっており、人格は違うが遥もコノハの身体を動かすことはできる。
「コノハ」として生まれ変わった後は、ケンジロウの下でかつて楯山家が暮らしていた家で生活していた。ある夏の日に、自分が住んでいる家に泊まりに来たケンジロウの義妹・ヒヨリと、その連れであるヒビヤと出会い、ヒヨリから一目惚れされる。その後二人が目の前で死んだ時に共に「カゲロウデイズ」に入り込み、「終わらないセカイ」で繰り返されるヒビヤとヒヨリの惨劇を見続け、「選ばれた」ヒビヤと共に現実世界に戻り、メカクシ団に加入する。そのことで遥のもうひとつの願いである「友達と遊びたい」という願いが叶いつつあるため、「目を醒ます」蛇が生み出した「コノハ」の人格が消えつつあり蛇の力も弱まっており、そこを「目が冴える」蛇に利用されてしまう。
好きな恐竜は『トリケラ◯プス』。イメージカラーは黄緑色。
アヤノ / 楯山 文乃（たてやま あやの）【メカクシ団団員NO.0】
声 - 中原麻衣
誕生日：11月22日 / 血液型：B型 / 身長：155cm / 体重：43kg / BMI：17.90
楽曲：透明アンサー / アヤノの幸福理論 / ロスタイムメモリー / アディショナルメモリー
能力：目をかける
ケンジロウの娘で、シンタローとは中学からの同級生。真夏でもいつも赤いマフラーをしている。いつも笑顔で、明るく優しい少女だったが、高校1年生の時に自殺してしまった。17歳。
中学時代、変化の無い日々に飽き飽きしていたシンタローに積極的に話しかけて仲良くなる。シンタローと違い、テストの成績はかなり低かった。中学3年の頃に、ケンジロウの勤務する高校の文化祭で父の教え子の貴音と知り合い、後に入学し遥も含めて先輩と後輩の間柄になる。
メカクシ団の最初の団長。孤児として楯山夫妻に引き取られたキド、セト、カノに何かと世話を焼き、3人の姉のような存在だった。明るくも怒ると母同様かなり怖かったようで、キドは彼女を強い人だったと語っている。
母・アヤカが死んでから、父・ケンジロウの様子がおかしくなったことに気付き、父のことを調べていくうちに家族や教え子をも犠牲にする「目が冴える蛇」の計画に気付いてしまう。弟妹たちや先輩たちが殺されるのを防ぐため、自ら「カゲロウデイズ」に接触し能力のひとつを所持したまま「カゲロウデイズ」に留まり、全ての蛇を現実世界に出させなくすることでその計画を破綻させようとする。そして高校1年の夏に屋上から投身自殺し、「カゲロウデイズ」と接触し、相手に思いを伝える「目をかける」能力を得たが、実はアヤノの自殺こそが「目が冴える蛇」の本当の目的であった。アニメ編では「カゲロウデイズ」に入り込む直前に自分を見て笑う「目が冴える蛇」ことケンジロウの姿を見て、自分の行動が陰謀の一部に過ぎなかったことに気付くも、既に現実世界に帰れなくなってしまった。しかし後に全ての記憶を取り戻したシンタローによって現実世界に戻り、その目論見を阻止する。
好きなキャラクターは『花京院◯明』。イメージカラーは茜色。

### 関連人物
ヒヨリ / 朝比奈 日和（あさひな ひより）
声 - 小岩井ことり
誕生日：3月3日
楽曲：カゲロウデイズ / コノハの世界事情 / マイファニーウィークエンド
能力：なし（漫画編では「目を凝らす能力」、アニメ編では後に「目が冴える能力」を得ている）
とある田舎の富豪の娘。11歳で小学6年生。小学生ながら美少女でクラスメイトからの人気も高く、ヒビヤも含め「アサヒナー」と呼ばれるコアな男子ファンが多く親衛隊までいる。しかし、本人はそのことを何とも思っておらず、非常に我侭で意気地なしかつ気分屋で、ヒビヤのことも都合の良いクラスメイトとしか思っていない。アヤノの母・アヤカの年の離れた妹だが、実家と絶縁状態であった姉とは一切面識がなく、姉の葬儀ではじめて関わったとヒビヤに話している。義兄にあたるケンジロウとはその頃に知り合った。駆け落ち同然だった娘夫婦を快く思ってなかった両親と違い、「勝手に飛び出したお姉ちゃんとずっと一緒にいてくれた」と好印象を持っているよう。
お盆前の夏の日に義兄・ケンジロウに電話で誘われて、モモのサインを目当てに親に内緒でヒビヤと共に夏期講習を名目に街を訪れた。その際ケンジロウにかつて姉一家が使っていた家を好きに使っていいと言われ、ヒビヤと共に着いた時にその家にいたコノハに一目惚れしている。その後、ヒビヤと共に街を歩いていたが、彼と言い争いになり思わず走った時に、赤信号の横断歩道を渡ったことでトラックに轢かれて死亡。共に「カゲロウデイズ」に接触し、8月14日と15日の間を繰り返した。実はケンジロウに誘われたのも、ヒビヤと共にトラックに轢き殺されたのも全て「目が冴える蛇」の陰謀であり、ヒヨリはヒビヤに「蛇」を宿させるための生贄であった。
アニメ編ではコノハの願いによって「目が冴える蛇」が憑りついたことで命の代わりとなり、現実世界に戻ってきている。
好きな動物は『猫』。イメージカラーはマゼンタ。
シオン / 小桜 紫苑（こざくら しおん）
声 - 岡村明美
楽曲：群青レイン
能力：目を合わせる
マリーの母でありアザミの娘、メデューサと人間のハーフ。父・ツキヒコと共に母の帰りを待ち続け、やがて父親が亡くなった後に人間の男性と恋に落ち、マリーを生んだ。両親に惜しみない愛情を注がれて育ち、娘のマリーにも惜しみない愛情を持って育てており、マリーがいつか外に出て世界を好きになることを、誰かを愛することを切に願っていた。
マリーが人間に襲われた際、彼女を守るために人間を石にする能力を使い、その力の反動で命を落とす。その時娘と共に「カゲロウデイズ」に引き込まれ、母・アザミと再会。蘇るために「目を合体させる」蛇を与えられるが、その能力を娘に譲り、マリーだけを現実世界に戻した。アニメ編ではカゲロウデイズ内でマリーと再会する。
ケンジロウ / 楯山 研次朗（たてやま けんじろう）
声 - 藤原啓治
楽曲：デッドアンドシーク
能力：目が冴える
モモの担任であり、かつては貴音や遥の担任でもあった高校教師。担当科目は理科。厄介事は見て見ぬふりをしたり、学園祭の出し物の予算で珍海魚の標本を購入したりと、教師として問題のある行為が目立つため、貴音からは「THE人間のクズ」と見なされている。理事長に頭が上がらないと語っているが、遥によれば結果主義の理事長とは実際は険悪の仲であるらしい。
問題行動は多いものの基本的には面倒見は良く、娘のアヤノや養子であるキド、セト、カノに対しては良き父であった。三人の能力を解くために妻・アヤカと共にメデューサにまつわる伝承を調べていたが、共に土砂崩れに巻き込まれて死亡。「カゲロウデイズ」に接触し、かつてアザミに「カゲロウデイズ」の創造をそそのかした「目が冴える」能力を手に入れ現実世界に脱出した。以来眠っている間だけ「目が冴える蛇」の人格が現れるようになり、ケンジロウの身体を使って「アヤカに会いたい」という願いを叶えるべく暗躍をし始めるが、時間が経つにつれて眠るような時間でなくとも「目が冴える蛇」が表に出るようになっていた。
教え子である貴音と遥を使ってある実験を行い、コノハとなった遥を自分の手元に置いていた。娘のアヤノが自殺してもいつも通り変わらずに生徒たちに接している。アヤノによれば莫大な資金を持ち、学校や警察、病院などの公共機関や組織を裏で操っている街の事実上の支配者とのこと。
アニメ最終話にて『目が冴える蛇』はコノハに乗り移り、蛇を抜かれたケンジロウは死亡する。しかしマリーがシンタローとアヤノの力で全ての蛇を使いカゲロウデイズを開くことに成功し、ケンジロウも飲み込まれる。その結果カゲロウデイズにいた妻アヤカに再会することができ、『目が冴える蛇』が自分の存在を維持するために利用していたケンジロウの願いは成就され、ケンジロウは完全に『目が冴える蛇』から解放された。コノハに宿った『目が冴える蛇』は宿主となったコノハの願いである「ヒヨリを助ける」という願い成就のためにヒヨリの命代わりとして彼女に宿ったため、ケンジロウはアヤカと共にカゲロウデイズに留まった。
アヤカ / 楯山 彩花（たてやま あやか）
声 - 兵藤まこ
楽曲：アヤノの幸福理論
能力：なし
ケンジロウの妻で、アヤノの母親。夫とは大学の同級生であった。裕福な家庭に生まれたが、幼い頃から日本の限られた地域に伝わるメデューサの伝承に興味を持ち、実家を飛び出して考古学者となった。ヒヨリの年の離れた姉だが、実家と絶縁状態であったため、妹がいたことは知らなかった模様。大らかで優しい性格だが、怒ると怖いらしい。
孤児院を経営している同じ大学出身の友人の相談を受け、特殊能力を持つキド、セト、カノを引き取った。夫と共に三人の能力を解く方法を調べていたが、土砂崩れに巻き込まれて死亡した。
アザミ / 薊（あざみ）
声 - 新井里美
楽曲：シニガミレコード / カゲロウデイズ / ロスタイムメモリー
能力：目を合わせる/目を合体させる
数多の蛇（能力）を生み出したメデューサの女性。シオンの母親でマリーの祖母にあたる。
あらゆる生命が誕生する以前の暗い場所で自我が生まれ、変化し続ける世界に興味を抱く。その姿は生物とは程遠い黒い塊のような存在だったが、ある時人間に襲われたことを境に人間の少女のような外見に変化した。その後は自らが作り出した10の能力を駆使して生活しており、睡眠や食事を必要とせず不老不死に近いが、身体能力は非常に低く幼児にも負けると自負している。
「人間なんてすぐに死んじゃう」と呆れていたが、人間の青年・ツキヒコと恋に落ち、家族を作る。人間の寿命の短さからまた独りきりになることを恐れ、全ての蛇の力を使い「カゲロウデイズ」と呼ばれる一つの「終わらないセカイ」を創り、家族と共に過ごそうとしていた。しかし、その直後にツキヒコがメデューサに捕らわれていると思い込んだ人間たちの襲撃を受け、自分は人間を不幸にする存在であると思い、家族を置いて「終わらない世界」に引きこもった。
その後、ある年の8月15日に人間に殺された娘のシオンと孫のマリーを「カゲロウデイズ」に引き込み、マリーに命の代わりにメデューサの力の核にして全ての蛇（能力）を統括する「目を合体させる」蛇を与えた。そのことで「カゲロウデイズ」を統括できなくなり、「8月15日に死んだ命を引き込む」という指示を撤回できず、「カゲロウデイズ」は未だにその指示を実行し続けてしまっている。
ツキヒコ
声 - 子安武人
楽曲：シニガミレコード
能力：なし
アザミの夫である人間の少年兵。シオンの父親でマリーの祖父にあたり、シオンとマリーの白髪はツキヒコ譲りである。
生まれつき色素が薄かったため、村の人間たちから「化け物」として迫害されてきた。そのため、自分を「化け物」と呼ぶメデューサのアザミに彼女の孤独を察し、共に生きようと手を差し伸べた。小説版では戦力外通告され戦場から帰る途中だったところにアザミを見かけ、彼女に一目惚れして付いて行き、アザミの家（後にシオンとマリーも住むすることになる家）を作っていく中でアザミと打ち解け、結婚した。
アザミとの間にシオンが生まれて家族で幸せに過ごしていたが、自分がメデューサに捕らわれていると思い込んだ人間たちの襲撃を受け、結果アザミは独り「カゲロウデイズ」に引きこもってしまった。以降は娘のシオンと共に妻の帰りを待ち続けていた。
黒コノハ / 目が冴える蛇
声 - 宮野真守
楽曲：アウターサイエンス / ロスタイムメモリー
能力：目が冴える
コノハに瓜二つの姿をした謎の青年。黒髪で瞳と頬の模様が黄色になっている。
アザミを嘲笑しメカクシ団を次々と殺害している。さらに初回生産版のブックレットではメカクシ団を殺害した後にメデューサ本来の力を使ったマリーによって石にされている。漫画版のアナザーストーリーでは遊園地から帰るメカクシ団の前に突然現れ、何の躊躇いもなくメカクシ団を殺害する。
その正体はアザミが生み出した「10の能力（蛇）」の1つで、「目が冴える」能力を司る蛇で、本作の黒幕である。ツキヒコとの死別を恐れ悲しみに暮れていたアザミに初めて「夢」という形で干渉し、彼女に終わらないセカイ（カゲロウデイズ）の創造をそそのかした。アザミの日記には「目が冴える」能力として詳細が記載されているが、その内容を読んだシンタローとキドは他の能力と比べておよそ能力とは呼べない異質なものであり、生み出したアザミ自身ですら「能力」として認識していなかっただろうと語っている。
ケンジロウに能力として宿っており、ケンジロウの願いの成就のために彼の体を使って暗躍していたが、本当の目的は願いを叶えると消えてしまう自分の精神の維持のために女王（マリー）に同じ時間を繰り返させ、願いを永遠のものにして自分の存在を維持するのが目的だった。本心はどうあれ願いを叶えるという存在意義を無視することはできず、全てにおいて「ケンジロウのアヤカに会いたいという願い」を叶えるためにしか行動することはできない。しかし自分の精神を維持するためにもその願いを最初から叶えるつもりは無く、アヤノを自殺に追い込んで「目をかける蛇」をカゲロウデイズに閉じ込め、全ての蛇が揃わないとケンジロウの願いが叶えることができないのを逆手に取り、自分がメカクシ団を殺し「女王（マリー）に最初からやりなおしにさせる」ことを誘導できるようにしていた。黒いコノハの姿はケンジロウの身体から離れ、遥の願いが叶いつつあることで自我が消えかかったコノハの身体を乗っ取った姿で、コノハの驚異的な身体能力でメカクシ団を殺してきた。
ゆえに、マリーが現実世界を「カゲロウデイズ」と化させていること自体が、この蛇の「謀略」であると言われており、エネやアヤノからも必ず倒さなければならない敵として認識されている。現在はアヤカに会いたいというケンジロウの願いを叶えるべく、ケンジロウとして暗躍している。
チルドレンレコードのジャケットの中央には、この蛇らしき蛇が描かれている。
アニメ版でもコノハの身体を乗っ取ってメカクシ団を追い詰め、7つの蛇をマリーに取り込ませて彼女を暴走させたが、全ての出来事を記憶していたシンタローと目を掛ける能力を手にしたアヤノが駆けつけ、10の蛇が集まったことでマリーが新たにカゲロウデイズを開けることに成功する。その結果、閉じ込められていた人に会うことができるようになりケンジロウがアヤカに会うことができたことで、願いは成就された。そしてコノハの体を乗っ取ったことが災いし、コノハの願いである「ヒヨリを助ける」ことを成就することになり、自身が自由の効かない命として存在することに絶望しながら消滅した。
その後はヒヨリの命として存在している。
××× / 目に焼き付ける蛇
声 - 中原麻衣
楽曲：ロスタイムメモリー
能力：目に焼き付ける
アヤノと瓜二つの少女。口調が明らかに違うこと、マフラーをつけてない、シンタローと話す内容から本人ではないことがうかがえる。
名前が判明したのはアニメ11話からで、それ以前は×××とつけられていた。
その正体はマリーが生み出した「目に焼き付ける」能力を司る蛇。遠い昔のループした世界でシンタローとマリーが「この悲劇を忘れない」と誓い、マリーによってシンタローに宿らされた。シンタローにその自覚は無いが、それ以降の世界ではシンタローは目に焼き付ける蛇を既に体内に宿して生まれているため、生まれながらにして目に焼き付ける能力者となっており、今まで繰り返されてきた膨大な世界の記憶を全て記憶している。
目が冴える蛇とは違い、優しめな口調で話す。 何度もシンタローと共に世界を繰り返しているためか、シンタローに対しては友人のような態度で親しげに接している（シンタローとの再会を喜んだり、今度また会うときは「久しぶり」と言い合うことを約束するなど）。自分のことやマリーと誓ったことを忘れているシンタローを責めるような発言もするが、その直後のシンタローの言葉に詰まったり謝罪する姿を楽しんでいるようで、毎回「まぁいいってことだよ」と返しからかっている。 自分の存在をシンタローに早く気付いてもらいたいようで、「気付いてもらえないとこっちだって寂しい」と拗ねる可愛らしい一面も。
アニメ11話では、シンタローの部屋の巨大モニターにノイズの中、大きな黒い蛇の姿で登場。その後の消息は描かれてないため、不明。
コミック最終話で正体がコミック内二つ目のルートのアヤノであることが明かされた。最終話でマリーに「私の命を…蛇の力に変えて　この悔しさを「焼き付けて」おけるような力に…』と言って、自分の命を蛇の力に変え、シンタローに託すことを頼み、それから先のルート全てでシンタローの目から記憶を焼き付けている。
？？？
声 - 畠中祐
楽曲：なし
能力：不明
『カゲロウデイズ-in a day’s-』で初登場した新キャラクター。映画では、テロリストの一員（ハッカー）として登場。詳細不明。
木戸 凛（きど りん）
声 - 甲斐田ゆき
楽曲：なし
能力：不明
キドの腹違いの姉。キドとは対照的に、赤い髪形をしている。唇の下に黶がある。身長は165cmでカノと同じ。
アニメ『メカクシティアクターズ』で初登場。長い間詳細不明だったが、小説7巻『カゲロウデイズⅦ-from_the_darkness-』にて登場し、人物像などが判明した。
文武両道、才色兼備。とても優しく聡明で、厳しくもある女性。実の母親と死に別れ、父方に引き取られたキドを惜しみなく愛してくれた唯一の人物。幼少期のキド曰く「この人ほど『凛』の一文字を背負うに相応しい人間はいないんじゃないだろうか」。
また、ホラーが苦手なキドに怖い話をして反応を楽しむなど、お茶目な面もある様子。
キドと共にカゲロウデイズに入り、妹を外に促した。

## 用語
カゲロウデイズ
アザミが創り上げた「終わらない世界」。8月15日を繰り返している。
基本的には8月15日に2つの生命が共に死亡することで、この世界に接触することができる。これはかつて8月15日に死亡したシオンとマリーを引き込んだこと、それ以来アザミがその指示を撤回できなくなってしまったのが原因。迷い込んだ2人の内、8月15日を繰り返す中で選ばれた片方が現実世界に戻り、アザミの「蛇」に憑依され目に関する特殊能力を身に付けている。該当者は、蛇の口に飲み込まれて別の世界に行ったことは覚えているし、「カゲロウデイズ」の中での記憶もある。（セトやモモ、マリーといった例外もいる。）反対にもう片方は遺体すら現実世界に戻らず、行方不明のままになる。
ほとんどの者は「カゲロウデイズ」に接触することで能力を得ているが、エネとコノハだけは干渉することで能力を得ている。
「カゲロウデイズ」という名前はキドが命名したが、それよりも前にケンジロウも同じ名称で呼んでいる。小説7巻ではアザミも「カゲロウデイズ」と呼んでいる。
ヘッドフォンアクター
文化祭の出し物として、貴音のアイデアを基にケンジロウがプログラミングを、遥がイラストを手がけ完成させた2プレイヤー形式のシューティングゲーム。遥の画力により、貴音たちの住む街を模写したようなステージになっている。景品はケンジロウが出し物の予算を使い込んで購入した珍海魚の標本。
名称は、ヘッドフォンを着けたラスボス（モデルは貴音でカラーリングは青）が敵モンスターとして登場するぬいぐるみを操っていることから命名された。
メカクシ団
アヤノがキド、セト、カノと共に設立した団体。命名はカノ。元はアヤノが楯山夫妻に引き取られたがなかなか笑顔を見せないキド、セト、カノを元気づけるために、「秘密組織」「ヒーローごっこ」に見立てて始めたものだった。アヤノが自殺した後、カノが押し切る形で三人は楯山家から出ていき、セトが以前から親交があったマリーを迎えて4人で「メカクシ団」として共同生活を送るようになった。初代団長はアヤノで、アヤノが自殺した後はキドが団長になった。
カノ曰く、能力を用いて警察の目を盗む、ヤバイ施設からいろいろなものを拝借するなどの怪しい活動を行っている。倉庫あるいはシェルターのような建物にアジトを構えており、唯一存在するドアには「107」と番号が書かれている。107とはキド、カノ、セトが孤児院に居た時の部屋番号である。家事はほとんどキドが担当、生活費はセトのバイト代で賄っている。
上記の活動内容は機密事項であり、それを知ってしまったモモ、エネ、シンタローはメカクシ団に入団することになる。作中における現在のメンバーはキド、セト、カノ、マリー、モモ、エネ、シンタロー、ヒビヤ、コノハの9名。
特殊能力（目の能力）
本項では、作中の世界観について説明。カゲロウデイズから現実世界に戻った際に身に付ける特殊能力。作中では、どれも目に関する能力で、能力を発揮すると瞳が赤く輝く。
メデューサであるアザミの持つ蛇のひとつひとつに能力が宿っており、カゲロウデイズから脱出する時に蛇に憑依されることで能力を得ることができる。蛇にも個々の相性があり、主に生前の「願望」に沿った蛇に憑依されている。
メデューサの血族が元々持つ「合わせる」と、シンタローがマリーから与えられた「焼き付ける」を除けば、能力は全部で「隠す」「欺く」「盗む」「奪う」「凝らす」「覚ます」「醒ます」「冴える」「かける」「合体させる」の10種類。アザミが残した日記には10種類全ての名称が記載されており、「覚ます」と「醒ます」以外の能力の詳細も書かれている。全ての蛇を統率する女王蛇である「合体させる」は元々アザミが持っていたが、アザミが死んだマリーを蘇らせるためにマリーに譲渡した（他の9の蛇はマリーに適合しなかった）ため、現在はマリーに宿っている。そのため他の9の蛇は現実世界へ行った女王の下へ集まるべく、8月15日に死んだ人間に宿り現実世界に現れるようになった。
目の能力を持っている人物は宿った蛇に生かされている状態で、その蛇を抜かれると死んでしまう。10の蛇全てが女王であるマリーに宿ると「カゲロウデイズ」を開くことができ、「カゲロウデイズ」に閉じ込められた蛇の力を持たなかった者たちと会うことができる。
| 能力               | 取得者                           | 詳細 |
| ------------------ | -------------------------------- | --- |
| 目を隠す           | キド                             | 自分や一定の範囲内にいる対象者の存在感を極限まで薄くし、周囲から認識されないようにすることができる。 能力を緩めると、顔も覚えていない他人位の認識で認知される。ただし能力の範囲外の人間と接触すると能力が解除され、 能力を使う時に相手が目を離していないと、能力を使ってもその相手には姿が見えたままになる。 また長い時を一緒に過ごした家族などには、能力を緩めてしまうと存在を認知されてしまうことがある。小説7巻で記憶をも隠すことができると明かされる。 |
| 目を盗む           | セト                             | 対象者の情報を読み取ることができる。これによって動物との会話も可能で、対象者の心を読むこともできる。 能力が僅かに発動している時は相手の考えていることを読み取るが、強く発動していると相手の記憶や過去まで読み取ることができる。 ただし自分が読み取りたい情報だけを読むことはできないようで、知りたくもない人の心も分かってしまうため、セトだけでなくアザミもこの能力を好んで使いたがらない。                                                               |
| 目を欺く           | カノ                             | 他人に自分の姿を違った姿に見せることができる。モモ曰く「騙し絵みたいな能力」。範囲が小さく自分自身にしか反映されないが、 相手によって見せる姿を調整することができ、また自分自身ではなく完全に別の人物や生き物の姿を見せることもできる。 ただし、実際に対面したことがあり、なおかつ鮮明にイメージできる有機物のみに限られている。アザミは不明だが、幼少期の頃のカノは痛みを感じると能力が解除される（今は使いこなせる様になり、コントロール出来る）。       |
| 目を合わせる       | マリー アザミ シオン             | 目を合わせた相手を石に変えることができる。メデューサの血が薄まるごとにこの能力も弱くなっていく。 実際、ハーフであるシオンは相手を石にできたが反動で命を落としてしまい、クォーターのマリーは一定時間経つと石化が解けてしまう。 メデューサが生まれながらに持っている能力のため、アザミが生み出した「10の能力」にはカウントされていない。 |
| 目を奪う           | モモ                             | 「何を」「どうしたら」周りの視線を集められるのかが分かり、また相手の趣味や興味を全て無視して、強制的に視線や注目を集めることができる。 自分自身だけでなく自分が作ったものなどにも反映される。モモは上手く制御できておらず、能力が強くなるにつれ歩くだけでも目立ってしまっていたが、 後に制御できるようになった。「目を隠す能力」を使うと能力が打ち消される。アザミは逆に人の注目が一番集まらない場所を探すために使っていた。                               |
| 目を覚ます         | エネ                             | 不老不死の精神を得ることができる。この能力によって肉体を失い消滅しかけた貴音は、精神だけが電子化して残ることができ、 人並み以上の睡眠欲も消失している。また肉体を取り戻したあとも、電子機器が近くにあれば電脳世界に精神を飛ばすことができる。 アザミが寝ずとも良かったのはこの能力があったからだと思われる。アザミの日記に詳細が語られていなかった能力の一つ。                                                                                             |
| 目に焼き付ける     | シンタロー                       | 人並み外れた記憶力を得ることができる。アニメのシンタローが生まれるよりも遠い昔のループで、悲劇を終わらせるためにマリーによって宿らされた。 目が冴える蛇と同様に自我を持ち、果てしなく繰り返されてきた悲劇の記憶を継いでいる。 この能力だけはアザミではなくマリーによって作られたため、アザミの「10の能力」には含まれない。 |
| 目を凝らす         | ヒビヤ ヒヨリ(漫画版)            | 千里眼に似た能力で、対象の居場所を探ることができる。作中ではヒビヤは能力を得たばかりであるため、 まだ上手く使いこなせていない。（アニメ版では、ケンジロウのいる部屋を見つけようとして、女湯を覗いてしまった。） アザミは「この世で一番人に注目されない場所」と指定してその場所を探し当てることに成功している。 漫画版では、ヒビヤとヒヨリの能力が逆になっている。                                                                                          |
| 目を醒ます         | コノハ                           | 自分の身体を自分の理想とする身体に造り変えることができる。「コノハの世界事情」より「命を蒸し返す機械」。 コノハこと遥の場合は自分が作ったアバターの姿になり、常人離れした身体能力を得ることができた。 また致命傷を負っても自動的に「造り直す」ことができる。 アザミがまだメデューサではない頃、人間の襲撃と蛇に逢った際メデューサに変貌したのはこの能力があったからだと思われる。 アザミの日記に詳細が語られていなかった能力の一つ。                       |
| 目をかける         | アヤノ                           | 他人に感情や思いを伝えることができる、一種のテレパシー。また、自分だけではなく、他人の感情や思いを伝えることも可能。 （アニメ版では、シンタローの目に焼き付けるで得た記憶をマリーに伝えることに成功する。）シオンが誕生した時に、アザミが抱いた家族への愛情から生まれた。 |
| 目が冴える         | ケンジロウ ヒヨリ ヒビヤ(漫画版) | 取り憑いた能力者の願いを叶える。自我を持ち、アザミにカゲロウデイズの創造をそそのかした張本人で、他のどの能力よりも創世に深く関わっている。 願いがなければ自我を維持できず、かといって願いを叶えようとしなければ存在意義に反するため、 ケンジロウの願いを利用しその願いを永遠のものとするため終わらない悲劇を引き起こしている。アニメでは最終的にヒヨリの能力になった。 漫画版ではヒビヤとヒヨリの能力が逆になっている。                                    |
| 目を合体(あわ)せる | マリー アザミ                    | 「10の蛇」を統括するメデューサ本来の能力。現在はマリーが受け継いでおり、蘇ったマリーはこの蛇以外の能力は適合しなかった。 アザミはこの能力を失ったため、「死にかけている二人を引き込め」という指示を止められなくなってしまった。 |

## ルート分岐
本プロジェクトの各作品では、それぞれ別の時系列が組まれていることがあり、それらはルートと呼称される。確認されているルートは次の通り。
楽曲ルート
アルバム『メカクシティデイズ』と『メカクシティレコーズ』、シングル「チルドレンレコード」に収録されている全26曲から構成されるルート。
「サマータイムレコード」がエンディングテーマ。
小説ルート
じん執筆の小説によって構成されるルート。各章には楽曲のタイトルが付けられているが、一部楽曲とは異なる点が存在する。
漫画ルート
『月刊コミックジーン』で連載中の漫画によって構成されるルート。始めは小説と同じルートを辿っていたが、途中から別のルートを辿り始めた。
映画ルート
映画『カゲロウデイズ-in a day's-』によるルート。
アニメルート
テレビアニメ『メカクシティアクターズ』によるルート。
ROUTE 1
楽曲「ロスタイムメモリー」に登場するルートのひとつ。
シンタローは赤いジャージを着用し、アヤノは赤いマフラーを身につけている。また、シンタローが黒コノハの自殺を阻止する形で死亡している。
ROUTE XX
楽曲「ロスタイムメモリー」に登場するルートのひとつ。
ROUTE 1との違いは、シンタローが黒いパーカーを着用していること、アヤノがマフラーを巻いていないこと、シンタローがエネを殺害した後に自殺することである。
ROUTE BADEND
楽曲「アウターサイエンス」に登場するルート。
マリーを除くメカクシ団のメンバー全員が、目が冴える蛇によって殺害される。

## 楽曲
デフォルトではCD収録順。
| 発表順 | 話   | 投稿日         | タイトル             | サブタイトル           | 初収録CD             | PV制作者            | 登場人物 |
| ------ | ---- | -------------- | -------------------- | ---------------------- | -------------------- | ------------------- | --- |
| 1      | 1    | 2011年02月17日 | 人造エネミー         | 目を背ける話           | メカクシティデイズ   | みずた（作画）      | シンタロー、エネ |
| 2      | 2    | 2011年05月29日 | メカクシコード       | 目を隠す話             | メカクシティデイズ   | しづ（作画）        | キド、セト、カノ、マリー、モモ、エネ、シンタロー、ヒビヤ、コノハ                                                      |
| 3      | 3    | 2011年09月30日 | カゲロウデイズ       | 目も眩む話             | メカクシティデイズ   | しづ                | ヒビヤ、ヒヨリ |
| 4      | 4    | 2011年12月15日 | ヘッドフォンアクター | 目を疑う話             | メカクシティデイズ   | しづ                | 貴音（後のエネ）、遥（後のコノハ）                                                                                    |
| 5      | 5    | 2012年02月01日 | 空想フォレスト       | 目を合わせる話         | メカクシティデイズ   | わんにゃんぷー      | マリー、セト、キド、カノ                                                                                              |
| 6      | -    | -              | 透明アンサー         | 目を逸らす話           | メカクシティデイズ   | わんにゃんぷー      | シンタロー、アヤノ |
| 7      | 6    | 2012年03月30日 | コノハの世界事情     | 目を醒ます話           | メカクシティデイズ   | しづ わんにゃんぷー | コノハ、ヒビヤ、ヒヨリ                                                                                                |
| 8      | 7    | 2012年05月27日 | 如月アテンション     | 目を奪う話             | メカクシティデイズ   | わんにゃんぷー      | モモ、キド、セト、カノ、マリー                                                                                        |
| 9      | -    | -              | エネの電脳紀行       | 目を覚ます話           | メカクシティデイズ   | -                   | エネ |
| 9      | -    | -              | デッドアンドシーク   | 目が冴える話           | メカクシティデイズ   | -                   | ケンジロウ |
| 9      | -    | -              | 透明アンサー         | 目を逸らす話           | メカクシティデイズ   | わんにゃんぷー      | シンタロー、アヤノ |
| 9      | -    | -              | シニガミレコード     | 目を掛ける話           | メカクシティデイズ   | -                   | アザミ、ツキヒコ、シオン                                                                                              |
| 10     | OP   | 2012年07月21日 | チルドレンレコード   | 目に物見せる話         | チルドレンレコード   | しづ                | キド、セト、カノ、マリー、モモ、エネ、シンタロー、ヒビヤ、 コノハ、アヤノ、ヒヨリ、シオン、ケンジロウ、アザミ、クロハ |
| 11     | 8    | -              | 群青レイン           | 目にいれても痛くない話 | チルドレンレコード   | -                   | シオン、マリー |
| 12     | 9    | 2013年02月17日 | 夜咄ディセイブ       | 目を欺く話             | メカクシティレコーズ | しづ                | カノ |
| 13     | 10   | 2013年03月30日 | ロスタイムメモリー   | 目に焼き付いた話       | メカクシティレコーズ | しづ                | シンタロー、アヤノ、エネ、コノハ、クロハ、 アザミ、キド、セト、カノ、マリー、モモ、ヒビヤ                             |
| 14     | 11   | 2013年04月22日 | アヤノの幸福理論     | 目に浮かぶ話           | メカクシティレコーズ | しづ                | アヤノ、キド、セト、カノ、貴音、遥、ケンジロウ、アヤカ                                                                |
| 15     | -    | -              | 少年ブレイヴ         | 目を盗む話             | メカクシティレコーズ | しづ                | セト、マリー |
| 15     | 番外 | 2013年07月02日 | オツキミリサイタル   | 目を輝かせる話         | メカクシティレコーズ | わんにゃんぷー      | モモ、ヒビヤ、キド、シンタロー                                                                                        |
| 15     | 番外 | 2013年08月04日 | 夕景イエスタデイ     | 目つきの悪い話         | メカクシティレコーズ | しづ                | 貴音、遥 |
| 15     | 終   | 2013年08月31日 | アウターサイエンス   | 目は口ほどに物を言う話 | メカクシティレコーズ | しづ                | 黒コノハ、マリー、キド、セト、カノ、モモ、 エネ、シンタロー、ヒビヤ、コノハ、アザミ                                   |
| 15     | -    | -              | マリーの架空世界     | 目を瞑る話             | メカクシティレコーズ | -                   | マリー |
| 15     | ED   | 2013年09月02日 | サマータイムレコード | 目が廻った話           | メカクシティレコーズ | しづ                | コノハ（遥）、キド、セト、カノ、マリー、 モモ、エネ（貴音）、シンタロー、ヒビヤ                                       |

## CD

### 『メカクシティデイズ』
小説第1巻『カゲロウデイズ –in a daze-』と同時発売された。じんがニコニコ動画で発表した曲に加え、自主制作アルバムに収録していた曲、書き下ろし曲を収録している。ジャケットイラストはしづ、DVD収録のPVはしづとわんにゃんぷーが手がけた。
- CD
  1. ロスタイムプロローグ
  2. カゲロウデイズ
  3. ヘッドフォンアクター
  4. 空想フォレスト
  5. エネの電脳紀行
  6. デッドアンドシーク
  7. 人造エネミー
  8. 透明アンサー
  9. 如月アテンション
  10. メカクシコード
  11. コノハの世界事情
  12. シニガミレコード
  13. カイエンパンザマスト
- DVD
  1. カゲロウデイズ
    - Directed by しづ

  2. ヘッドフォンアクター
    - Directed by しづ

  3. 空想フォレスト
    - Directed by わんにゃんぷー

  4. コノハの世界事情
    - Directed by しづ / Animation：しづ、わんにゃんぷー

  5. 透明アンサー
    - Directed by わんにゃんぷー

演奏
- じん
  - Guitar (#1.2.3.4.7.8.9.10.11)
  - Programming (#1.2.3.4.7.9.10.11.12)
- 中西：Guitar (#11)
- 白神真志朗：Bass (#2.3.4.8.9.11)
- ゆーまお：Drums (#2.3.4.8.9.11)
- JIN*JING：Programming (#5.6)
- 阿澄佳奈：Voice (#1.13)

### 「チルドレンレコード」
表題曲の「チルドレンレコード」は、これまでのように物語を描いたものではなく、『カゲロウプロジェクト』のテーマソングのような位置づけの曲である。タイトルは「子供たち(Children)の記録(Record)」と、「子供たちが再び(Re)理不尽に立ち向かう作戦(Cord)を決行する」という二つの意味を持ち、この曲には「もし大人や社会に理不尽な目に遭わされたなら現状を受け入れてはいけない。納得できないなら立ち向かえ！」というメッセージが込められていると言う。
- CD
  1. チルドレンレコード
  2. 群青レイン
  3. チルドレンレコード(Instrumental)
  4. 群青レイン(Instrumental)
- DVD
  1. チルドレンレコード(Music Video)
  2. 如月アテンション(Music Video)

### 『メカクシティレコーズ』
「サマータイムレコード」「アウターサイエンス」「夜咄ディセイブ」「ロスタイムメモリー」「夕景イエスタデイ」「アヤノの幸福理論」「少年ブレイヴ」「オツキミリサイタル」「マリーの架空世界」に加え、「チルドレンレコード(Re Ver.)」「群青レイン(Re Ver.)」他2曲を収録した全13曲を収録。またアレンジャーとしてNhato、中西亮輔、ANANT-GARDE EYESを迎えている。このアルバムでオリコン週間1位を獲得した。
- CD
  1. サマーエンドロール
  2. チルドレンレコード (Re Ver.)
  3. 夜咄ディセイブ
  4. 少年ブレイヴ
  5. 夕景イエスタデイ
  6. 群青レイン (Re Ver.)
  7. アウターサイエンス
  8. オツキミリサイタル
  9. ロスタイムメモリー
  10. アヤノの幸福理論
  11. マリーの架空世界
  12. クライングプロローグ
  13. サマータイムレコード
- DVD
  1. チルドレンレコード
    - Directed by しづ

  2. 夜咄ディセイブ
    - Directed by しづ

  3. ロスタイムメモリー
    - Directed by しづ

  4. アヤノの幸福理論
    - Directed by しづ

  5. メカクシティレコーズ
    - Edited by IA PROJECT

演奏
- じん：Guitar
- 白神真志朗：Bass
- ゆーまお：Drums
- 福長雅夫：Percussions (#8)
- Yo-kan：Trumpet, Sax, Trombone, Brass Arrangement (#8)
- 菊池真義：Read Guitar (#5)
- 室屋光一郎ストリングス：Strings (#10)
- zukio：Vocal Programming Assistant (#4.9.10.13)
- 阿澄佳奈：Voice (#1)
- 花澤香菜：Voice (#13)

### 『メカクシティリロード』
2017年12月に公開された「失想ワアド」から始め、アルバムリード曲「アディショナルメモリー」など新曲7曲を含む全9曲を収録。
- CD
  1. エバーユースロードショー(Instrumental)
  2. イマジナリーリロード
  3. 失想ワアド
  4. マイファニーウィークエンド
  5. アディショナルメモリー
  6. ロストデイアワー
  7. リマインドブルー
  8. 忘れてしまった夏の終わりに
  9. グッバイサマーウォーズ(Instrumental)

## 小説
本編小説、アンソロジーノベル共に角川コンテンツゲートのKCG文庫より発売。本編小説のイラストはしづ。角川コンテンツゲートの電子書籍サイト「BOOK☆WALKER」にて電子書籍版の先行発売も行われている。
| 巻数         | タイトル                                | 収録話 | 収録話                              | 初版発行日付   | 発売日         | ISBN              |
| 本編         | 本編                                    | 本編   | 本編                                | 本編           | 本編           | 本編              |
| ------------ | --------------------------------------- | ------ | ----------------------------------- | -------------- | -------------- | ----------------- |
| 1            | カゲロウデイズ -in a daze-              | 1      | カゲロウデイズI                     | 2012年6月11日  | 2012年5月30日  | 978-4-04-728059-5 |
| 1            | カゲロウデイズ -in a daze-              | 2      | 人造エネミーI                       | 2012年6月11日  | 2012年5月30日  | 978-4-04-728059-5 |
| 1            | カゲロウデイズ -in a daze-              | 3      | カゲロウデイズII                    | 2012年6月11日  | 2012年5月30日  | 978-4-04-728059-5 |
| 1            | カゲロウデイズ -in a daze-              | 4      | 如月アテンション                    | 2012年6月11日  | 2012年5月30日  | 978-4-04-728059-5 |
| 1            | カゲロウデイズ -in a daze-              | 5      | カゲロウデイズIII                   | 2012年6月11日  | 2012年5月30日  | 978-4-04-728059-5 |
| 1            | カゲロウデイズ -in a daze-              | 6      | メカクシコード                      | 2012年6月11日  | 2012年5月30日  | 978-4-04-728059-5 |
| 1            | カゲロウデイズ -in a daze-              | 7      | エピローグ                          | 2012年6月11日  | 2012年5月30日  | 978-4-04-728059-5 |
| 2            | カゲロウデイズII -a headphone actor-    | 8      | ヘッドフォンアクターI               | 2012年10月11日 | 2012年9月29日  | 978-4-04-728339-8 |
| 2            | カゲロウデイズII -a headphone actor-    | 9      | 夕景イエスタデイI                   | 2012年10月11日 | 2012年9月29日  | 978-4-04-728339-8 |
| 2            | カゲロウデイズII -a headphone actor-    | 10     | ヘッドフォンアクターII              | 2012年10月11日 | 2012年9月29日  | 978-4-04-728339-8 |
| 2            | カゲロウデイズII -a headphone actor-    | 11     | 夕景イエスタデイII                  | 2012年10月11日 | 2012年9月29日  | 978-4-04-728339-8 |
| 2            | カゲロウデイズII -a headphone actor-    | 12     | ヘッドフォンアクターIII             | 2012年10月11日 | 2012年9月29日  | 978-4-04-728339-8 |
| 2            | カゲロウデイズII -a headphone actor-    | 13     | 夕景イエスタデイIII                 | 2012年10月11日 | 2012年9月29日  | 978-4-04-728339-8 |
| 2            | カゲロウデイズII -a headphone actor-    | 14     | ヘッドフォンアクターIV              | 2012年10月11日 | 2012年9月29日  | 978-4-04-728339-8 |
| 2            | カゲロウデイズII -a headphone actor-    | 15     | 追想フォレスト                      | 2012年10月11日 | 2012年9月29日  | 978-4-04-728339-8 |
| 3            | カゲロウデイズIII -the children reason- | 16     | コノハの世界事情                    | 2013年6月11日  | 2013年5月30日  | 978-4-04-728944-4 |
| 3            | カゲロウデイズIII -the children reason- | 17     | カゲロウデイズ01                    | 2013年6月11日  | 2013年5月30日  | 978-4-04-728944-4 |
| 3            | カゲロウデイズIII -the children reason- | 18     | チルドレンレコード1                 | 2013年6月11日  | 2013年5月30日  | 978-4-04-728944-4 |
| 3            | カゲロウデイズIII -the children reason- | 19     | カゲロウデイズ02                    | 2013年6月11日  | 2013年5月30日  | 978-4-04-728944-4 |
| 3            | カゲロウデイズIII -the children reason- | 20     | チルドレンレコード2                 | 2013年6月11日  | 2013年5月30日  | 978-4-04-728944-4 |
| 3            | カゲロウデイズIII -the children reason- | 21     | カゲロウデイズ03                    | 2013年6月11日  | 2013年5月30日  | 978-4-04-728944-4 |
| 3            | カゲロウデイズIII -the children reason- | 22     | チルドレンレコード3                 | 2013年6月11日  | 2013年5月30日  | 978-4-04-728944-4 |
| 3            | カゲロウデイズIII -the children reason- | 23     | オツキミリサイタル                  | 2013年6月11日  | 2013年5月30日  | 978-4-04-728944-4 |
| 3            | カゲロウデイズIII -the children reason- | 24     | カゲロウデイズIV                    | 2013年6月11日  | 2013年5月30日  | 978-4-04-728944-4 |
| 3            | カゲロウデイズIII -the children reason- | 25     | カイエンパンザマスト                | 2013年6月11日  | 2013年5月30日  | 978-4-04-728944-4 |
| 4            | カゲロウデイズIV -the missing children- | 26     | シニガミレコードI                   | 2013年9月11日  | 2013年8月30日  | 978-4-04-729099-0 |
| 4            | カゲロウデイズIV -the missing children- | 27     | チルドレンレコードIII               | 2013年9月11日  | 2013年8月30日  | 978-4-04-729099-0 |
| 4            | カゲロウデイズIV -the missing children- | 28     | シニガミレコードII                  | 2013年9月11日  | 2013年8月30日  | 978-4-04-729099-0 |
| 4            | カゲロウデイズIV -the missing children- | 29     | チルドレンレコードIV                | 2013年9月11日  | 2013年8月30日  | 978-4-04-729099-0 |
| 4            | カゲロウデイズIV -the missing children- | 30     | シニガミレコードIII                 | 2013年9月11日  | 2013年8月30日  | 978-4-04-729099-0 |
| 4            | カゲロウデイズIV -the missing children- | 31     | チルドレンレコードV                 | 2013年9月11日  | 2013年8月30日  | 978-4-04-729099-0 |
| 4            | カゲロウデイズIV -the missing children- | 32     | シニガミレコードIV                  | 2013年9月11日  | 2013年8月30日  | 978-4-04-729099-0 |
| 4            | カゲロウデイズIV -the missing children- | 33     | チルドレンレコードVI                | 2013年9月11日  | 2013年8月30日  | 978-4-04-729099-0 |
| 4            | カゲロウデイズIV -the missing children- | 34     | ヘッドフォンアクターV               | 2013年9月11日  | 2013年8月30日  | 978-4-04-729099-0 |
| 5            | カゲロウデイズV -the deceiving-         | 35     | 夜咄ディセイブ0                     | 2014年4月10日  | 2014年3月29日  | 978-4-04-729530-8 |
| 5            | カゲロウデイズV -the deceiving-         | 36     | 或る日の屋上にて                    | 2014年4月10日  | 2014年3月29日  | 978-4-04-729530-8 |
| 5            | カゲロウデイズV -the deceiving-         | 37     | 夜咄ディセイブ1                     | 2014年4月10日  | 2014年3月29日  | 978-4-04-729530-8 |
| 5            | カゲロウデイズV -the deceiving-         | 38     | 夜咄ディセイブ2                     | 2014年4月10日  | 2014年3月29日  | 978-4-04-729530-8 |
| 5            | カゲロウデイズV -the deceiving-         | 39     | 夜咄ディセイブ3                     | 2014年4月10日  | 2014年3月29日  | 978-4-04-729530-8 |
| 5            | カゲロウデイズV -the deceiving-         | 40     | 夜咄ディセイブ4                     | 2014年4月10日  | 2014年3月29日  | 978-4-04-729530-8 |
| 5            | カゲロウデイズV -the deceiving-         | 41     | 或る日の路上にて                    | 2014年4月10日  | 2014年3月29日  | 978-4-04-729530-8 |
| 5            | カゲロウデイズV -the deceiving-         | 42     | 夜咄ディセイブ5                     | 2014年4月10日  | 2014年3月29日  | 978-4-04-729530-8 |
| 5            | カゲロウデイズV -the deceiving-         | 43     | 今日という日の路上にて              | 2014年4月10日  | 2014年3月29日  | 978-4-04-729530-8 |
| 6            | カゲロウデイズVI -over the dimension-   | 44     | daze1                               | 2015年4月10日  | 2015年3月30日  | 978-4-04-730326-3 |
| 6            | カゲロウデイズVI -over the dimension-   | 45     | lost days・1                        | 2015年4月10日  | 2015年3月30日  | 978-4-04-730326-3 |
| 6            | カゲロウデイズVI -over the dimension-   | 46     | lost days・2                        | 2015年4月10日  | 2015年3月30日  | 978-4-04-730326-3 |
| 6            | カゲロウデイズVI -over the dimension-   | 47     | lost days・3                        | 2015年4月10日  | 2015年3月30日  | 978-4-04-730326-3 |
| 6            | カゲロウデイズVI -over the dimension-   | 48     | lost days・4                        | 2015年4月10日  | 2015年3月30日  | 978-4-04-730326-3 |
| 6            | カゲロウデイズVI -over the dimension-   | 49     | lost days・5                        | 2015年4月10日  | 2015年3月30日  | 978-4-04-730326-3 |
| 6            | カゲロウデイズVI -over the dimension-   | 50     | lost days・6                        | 2015年4月10日  | 2015年3月30日  | 978-4-04-730326-3 |
| 6            | カゲロウデイズVI -over the dimension-   | 51     | lost days・7                        | 2015年4月10日  | 2015年3月30日  | 978-4-04-730326-3 |
| 6            | カゲロウデイズVI -over the dimension-   | 52     | lost days・8                        | 2015年4月10日  | 2015年3月30日  | 978-4-04-730326-3 |
| 6            | カゲロウデイズVI -over the dimension-   | 53     | daze2                               | 2015年4月10日  | 2015年3月30日  | 978-4-04-730326-3 |
| 7            | カゲロウデイズVII -from the darkness-   | 54     | チルドレンレコード side-No.1-（1）  | 2016年9月7日   | 2016年8月29日  | 978-4-04-730745-2 |
| 7            | カゲロウデイズVII -from the darkness-   | 55     | 失想ワアド1                         | 2016年9月7日   | 2016年8月29日  | 978-4-04-730745-2 |
| 7            | カゲロウデイズVII -from the darkness-   | 56     | 失想ワアド2                         | 2016年9月7日   | 2016年8月29日  | 978-4-04-730745-2 |
| 7            | カゲロウデイズVII -from the darkness-   | 56     | チルドレンレコード side-No.7-       | 2016年9月7日   | 2016年8月29日  | 978-4-04-730745-2 |
| 7            | カゲロウデイズVII -from the darkness-   | 57     | 失想ワアド3                         | 2016年9月7日   | 2016年8月29日  | 978-4-04-730745-2 |
| 7            | カゲロウデイズVII -from the darkness-   | 58     | チルドレンレコード side-No.5-       | 2016年9月7日   | 2016年8月29日  | 978-4-04-730745-2 |
| 7            | カゲロウデイズVII -from the darkness-   | 59     | 失想ワアド4                         | 2016年9月7日   | 2016年8月29日  | 978-4-04-730745-2 |
| 7            | カゲロウデイズVII -from the darkness-   | 60     | チルドレンレコード side-No.3-       | 2016年9月7日   | 2016年8月29日  | 978-4-04-730745-2 |
| 7            | カゲロウデイズVII -from the darkness-   | 61     | 失想ワアド5                         | 2016年9月7日   | 2016年8月29日  | 978-4-04-730745-2 |
| 7            | カゲロウデイズVII -from the darkness-   | 62     | チルドレンレコード side-No.1-（2）  | 2016年9月7日   | 2016年8月29日  | 978-4-04-730745-2 |
| 7            | カゲロウデイズVII -from the darkness-   | 63     | 失想ワアド6                         | 2016年9月7日   | 2016年8月29日  | 978-4-04-730745-2 |
| 7            | カゲロウデイズVII -from the darkness-   | 64     | チルドレンレコード side-No.1-（3）  | 2016年9月7日   | 2016年8月29日  | 978-4-04-730745-2 |
| 7            | カゲロウデイズVII -from the darkness-   | 65     | シニガミレコードV                   | 2016年9月7日   | 2016年8月29日  | 978-4-04-730745-2 |
| 7            | カゲロウデイズVII -from the darkness-   | 66     | チルドレンレコード side-No.0-       | 2016年9月7日   | 2016年8月29日  | 978-4-04-730745-2 |
| 8            | カゲロウデイズVIII -summer time reload- | 67     | クライングプロローグ                | 2017年12月29日 | 2017年12月29日 | 978-4-04-734622-2 |
| 8            | カゲロウデイズVIII -summer time reload- | 68     | サマータイムレコード -side No.8-    | 2017年12月29日 | 2017年12月29日 | 978-4-04-734622-2 |
| 8            | カゲロウデイズVIII -summer time reload- | 69     | チルドレンレコード -side No.8-      | 2017年12月29日 | 2017年12月29日 | 978-4-04-734622-2 |
| 8            | カゲロウデイズVIII -summer time reload- | 70     | サマータイムレコード -side No.6-    | 2017年12月29日 | 2017年12月29日 | 978-4-04-734622-2 |
| 8            | カゲロウデイズVIII -summer time reload- | 71     | チルドレンレコード -side No.3(2)-   | 2017年12月29日 | 2017年12月29日 | 978-4-04-734622-2 |
| 8            | カゲロウデイズVIII -summer time reload- | 72     | サマータイムレコード -side No.2-    | 2017年12月29日 | 2017年12月29日 | 978-4-04-734622-2 |
| 8            | カゲロウデイズVIII -summer time reload- | 73     | チルドレンレコード -side No.9       | 2017年12月29日 | 2017年12月29日 | 978-4-04-734622-2 |
| 8            | カゲロウデイズVIII -summer time reload- | 74     | サマータイムレコード -side No.2(2)- | 2017年12月29日 | 2017年12月29日 | 978-4-04-734622-2 |
| 8            | カゲロウデイズVIII -summer time reload- | 75     | チルドレンレコード -side No.7-      | 2017年12月29日 | 2017年12月29日 | 978-4-04-734622-2 |
| 8            | カゲロウデイズVIII -summer time reload- | 76     | サマータイムレコード -side No.2(3)- | 2017年12月29日 | 2017年12月29日 | 978-4-04-734622-2 |
| 8            | カゲロウデイズVIII -summer time reload- | 77     | サマータイムレコード -side No.9-    | 2017年12月29日 | 2017年12月29日 | 978-4-04-734622-2 |
| 8            | カゲロウデイズVIII -summer time reload- | 78     | サマータイムレコード -side No.2(4)- | 2017年12月29日 | 2017年12月29日 | 978-4-04-734622-2 |
| 8            | カゲロウデイズVIII -summer time reload- | 79     | サマータイムレコード -side No.10-   | 2017年12月29日 | 2017年12月29日 | 978-4-04-734622-2 |
| 8            | カゲロウデイズVIII -summer time reload- | 80     | サマータイムレコード -side No.7     | 2017年12月29日 | 2017年12月29日 | 978-4-04-734622-2 |
| 8            | カゲロウデイズVIII -summer time reload- | 81     | マリーの架空世界                    | 2017年12月29日 | 2017年12月29日 | 978-4-04-734622-2 |
| アンソロジー |                                         |        |                                     |                |                |                   |
| 1            | カゲロウデイズ ノベルアンソロジー       |        |                                     | 2015年2月10日  | 2015年1月30日  | 978-4-04-730255-6 |
| 2            | カゲロウデイズ ノベルアンソロジーII     |        |                                     | 2015年4月10日  | 2015年3月30日  | 978-4-04-730308-9 |

## 漫画
メディアファクトリーの『月刊コミックジーン』にて2012年7月号（6月15日発売）から2019年3月号（2月15日発売）まで漫画版の『カゲロウデイズ』が連載された。じんの原作としづ、わんにゃんぷーのキャラクター原案を元に佐藤まひろが漫画化している。
第4巻18話からじん書き下ろしのオリジナルシナリオが始まり、小説とは異なる展開となっている。本編、アンソロジー共に『ジーンコミックス』レーベルにて発売。
| 巻数         | タイトル                                         | 初版発行日付   | 発売日         | ISBN              |
| 本編         | 本編                                             | 本編           | 本編           | 本編              |
| ------------ | ------------------------------------------------ | -------------- | -------------- | ----------------- |
| 1            | カゲロウデイズ 1                                 | 2012年11月30日 | 2012年11月27日 | 978-4-04-066265-7 |
| 2            | カゲロウデイズ 2                                 | 2013年3月31日  | 2013年3月27日  | 978-4-04-066266-4 |
| 3            | カゲロウデイズ 3                                 | 2013年8月31日  | 2013年8月27日  | 978-4-04-066532-0 |
| 4            | カゲロウデイズ 4                                 | 2014年3月31日  | 2014年3月27日  | 978-4-04-066513-9 |
| 5            | カゲロウデイズ 5                                 | 2014年6月30日  | 2014年6月27日  | 978-4-04-066595-5 |
| 6            | カゲロウデイズ 6                                 | 2014年12月31日 | 2014年12月27日 | 978-4-04-067234-2 |
| 7            | カゲロウデイズ 7                                 | 2015年6月30日  | 2015年6月27日  | 978-4-04-067544-2 |
| 8            | カゲロウデイズ 8                                 | 2016年3月31日  | 2016年3月26日  | 978-4-04-068235-8 |
| 9            | カゲロウデイズ 9                                 | 2017年3月27日  | 2017年3月27日  | 978-4-04-069094-0 |
| 10           | カゲロウデイズ 10                                | 2017年10月27日 | 2017年10月27日 | 978-4-04-069475-7 |
| 11           | カゲロウデイズ 11                                | 2018年3月27日  | 2018年3月27日  | 978-4-04-069761-1 |
| 12           | カゲロウデイズ 12                                | 2018年9月27日  | 2018年9月27日  | 978-4-04-065113-2 |
| 13           | カゲロウデイズ 13                                | 2019年3月27日  | 2019年3月27日  | 978-4-04-069761-1 |
| アンソロジー |                                                  |                |                |                   |
| 1            | カゲロウデイズ公式アンソロジーコミック-UPPER-    | 2013年1月31日  | 2013年1月26日  | 978-4-04-066267-1 |
| 2            | カゲロウデイズ公式アンソロジーコミック-DOWNER-   | 2013年3月31日  | 2013年3月27日  | 978-4-04-066268-8 |
| 3            | カゲロウデイズ公式アンソロジーコミック-SUMMER-   | 2013年7月31日  | 2013年7月27日  | 978-4-04-066533-7 |
| 4            | カゲロウデイズ公式アンソロジーコミック-WINTER-   | 2013年11月30日 | 2013年11月27日 | 978-4-04-066130-8 |
| 5            | カゲロウデイズ公式アンソロジーコミック-SPRING-   | 2014年3月31日  | 2014年3月27日  | 978-4-04-066514-6 |
| 6            | カゲロウデイズ公式アンソロジーコミック-BITTER-   | 2014年7月31日  | 2014年7月26日  | 978-4-04-066826-0 |
| 7            | カゲロウデイズ公式アンソロジーコミック-SWEET-    | 2014年11月30日 | 2014年11月27日 | 978-4-04-067210-6 |
| 8            | カゲロウデイズ公式アンソロジーコミック-SPICY-    | 2015年3月31日  | 2015年3月27日  | 978-4-04-067508-4 |
| 9            | カゲロウデイズ公式アンソロジーコミック-FANTASY-  | 2015年8月31日  | 2015年8月27日  | 978-4-04-067581-7 |
| 10           | カゲロウデイズ公式アンソロジーコミック-REMEMBER- | 2015年11月30日 | 2015年11月27日 | 978-4-04-067853-5 |
| 11           | カゲロウデイズ公式アンソロジーコミック-FUTURE-   | 2016年3月31日  | 2016年3月26日  | 978-4-04-068236-5 |

## チャットストーリー
2018年3月9日からpixiv chatstoryにて公式スピンオフ作品として『メカクシティトーカーズ』というチャットストーリーが連載。監修：じん、著者：EDWORD RECORDS、イラスト：あさひまち。連載された分と、大量の書き下ろしを加え、KADOKAWAのKITORAレーベルにて書籍化された。構成協力：樋口はるき。第1巻の初版には「じん作曲/如月モモ作詞」の新曲がCDとして付属した。
| 巻数 | タイトル                 | 初版発行日付  | 発売日        | ISBN              |
| ---- | ------------------------ | ------------- | ------------- | ----------------- |
| 1    | メカクシティトーカーズ 1 | 2018年9月28日 | 2018年9月28日 | 978-4-04-602415-2 |
| 2    | メカクシティトーカーズ 2 | 2019年4月27日 | 2019年4月27日 | 978-4-04-604249-1 |
| 3    | メカクシティトーカーズ 3 | 2019年6月1日  | 2019年6月1日  | 978-4-04-604254-5 |

## テレビアニメ

### 第1作
『メカクシティアクターズ』のタイトルで、2014年4月13日から同年6月29日までTOKYO MX、BS11、niconicoほかにて放送された。全12話。アニメーション制作は『〈物語〉シリーズ』『ニセコイ』のシャフトが担当。
またTOKYO MXで2014年8月4日から8月7日まで「サマータイムリピート」と称して再放送された。1話、2話、3話はBlu-ray、DVDに収録されているパッケージエディションを特別放送した。
1stシングル発売時にじん（自然の敵P）が自ら発表している。2ndアルバム発売時にタイトルが発表された。
次回予告およびエンドカードイラストはニコニコ静画にて募集し、採用されたものが使用されている。

#### スタッフ
- 原作・シリーズ構成・脚本・音楽プロデュース - じん[67]
- キャラクター原案 - しづ[67]、わんにゃんぷー[67]
- 総監督 - 新房昭之[67]
- 監督 - 八瀬祐樹[67]
- キャラクターデザイン - 阿部厳一朗[67]
- 美術監督 - 飯島寿治
- 美術設定 - 大原盛仁
- 色彩設計 - 滝沢いづみ
- ビジュアルエフェクト - 酒井基
- 撮影監督 - 会津孝幸
- 編集 - 関一彦
- 音響監督 - 鶴岡陽太
- 音楽 - ANANT-GARDE EYES、TeddyLoid、石風呂、じん、中西亮輔
- 音楽制作 - 1st PLACE
- プロデューサー - 淀明子、鈴木健太、市川邦泰
- 制作プロデューサー - 松永康佑
- アニメーション制作 - シャフト[67]
- 製作 - アニプレックス、シャフト、1st PLACE、TOKYO MX、MAGES.、日本BS放送

#### 主題歌
全作詞・作曲 - じん。
オープニングテーマ「daze」
編曲 - じん / 歌 - じん ft. メイリア from GARNiDELiA
第1話ではエンディングテーマとして使用。7話、12話のオープニングは無かったため使用されていない。
エンディングテーマ「days」（第2話 - 第11話）
編曲 - ANANT-GARDE EYES / 歌 - じん ft. Lia
6話、8話は別エンディングテーマ。
挿入歌
「如月アテンション」（第2話）
編曲 - じん、赤髪 / 歌 - じん ft. 春奈るな
「メカクシコード」（第3話）
編曲 - 中沢伴行 (I've)、尾崎武士 (I've) / 歌 - じん ft. やさぐれ子猫
「カゲロウデイズ」（第4話）
編曲 - じん / 歌 - じん ft. 田口囁一（感傷ベクトル）
「ヘッドフォンアクター」（第6話〈オープニング〉）
編曲 - じん / 歌 - じん ft. LiSA
「夕景イエスタデイ」（第6話〈エンディング〉）
編曲 - 小松一也 / 歌 - じん ft. LiSA
「ロスタイムメモリー」（第8話〈エンディング〉）
編曲 - じん / 歌 - じん ft. 松山晃太(BYEE the ROUND)
「アヤノの幸福理論」（第9話〈オープニング〉）
編曲 - 中西亮輔 / 歌 - じん ft. 奥井亜紀
「空想フォレスト」（第10話）
編曲 - 中西亮輔、じん / 歌 - じん ft. ヨシダタクミ
「オツキミリサイタル」（第11話）
編曲 - 中西亮輔、じん / 歌 - じん ft. IA
「サマータイムレコード」（第12話〈エンディング〉）
編曲・歌 - じん

#### 各話リスト
| 話数  | サブタイトル         | 絵コンテ        | 演出              | 作画監督                                                                                                  | 総作画監督        | 次回予告イラスト | エンドカード   |
| ----- | -------------------- | --------------- | ----------------- | --- | ----------------- | ---------------- | -------------- |
| act01 | 人造エネミー         | 八瀬祐樹        | 八瀬祐樹          | 大梶博之、松本元気 藤本真由                                                                               | 中村直人          | clarin3t         | fu-ta          |
| act02 | 如月アテンション     | 高橋知也        | 宮本幸裕          | 熊谷勇也、松浦力 牛島希                                                                                   | 田中春香          | 水無月           | せんかわ       |
| act03 | メカクシコード       | 名倉靖博 川畑喬 | 岡田堅二朗        | 篠田知宏、斉藤和也 栗田聡美、井上美香                                                                     | 山村洋貴          | 煎餅             | MONO           |
| act04 | カゲロウデイズ       | 八瀬祐樹        | 青柳宏宜          | 藤本真由、斉藤美香 熊谷勇也、篠田知宏 斉藤和也                                                            | 中村直人          | 3719             | 北の森のゴリラ |
| act05 | カイエンパンザマスト | 川畑喬          | 川畑喬            | 古賀美裕紀、櫻井司 郷津春奈                                                                               | 田中春香          | みずのえ         | ピュレ         |
| act06 | ヘッドフォンアクター | 黒沢守          | 三上喜子          | 大梶博之、松本元気                                                                                        | 山村洋貴          | aki              | 右ぅ           |
| act07 | コノハの世界事情     | 高橋成世        | 南川達馬          | 熊谷勇也、斎藤和也 古賀美裕紀、小岩井マサキ                                                               | 中村直人          | 赤蜻蛉           | 由希           |
| act08 | ロスタイムメモリー   | そえたかずひろ  | 川久保圭史        | 斉藤美香、篠田知宏                                                                                        | 田中春香          | 悠木意匠         | 高宮蓮         |
| act09 | アヤノの幸福理論     | 城所聖明        | 城所聖明          | 藤本真由、井上美香 小岩井マサキ、櫻井司 郷津春奈、髙野晃久                                                | 山村洋貴          | 108              | 南瓜とるて     |
| act10 | 空想フォレスト       | 黒沢守          | 青柳宏宜          | 大梶博之、古賀美裕紀 髙野晃久、斉藤和也 熊谷勇也、小岩井マサキ 山村洋貴                                   | 中村直人          | たかみ           | がと           |
| act11 | オツキミリサイタル   | 川畑喬          | 川畑喬            | 松本元気、藤本真由 古賀美裕紀、熊谷勇也 斉藤美香、岩崎麻利子 井上美香                                     | 田中春香 髙野晃久 | 夕凪こも         | 手刀葉         |
| act12 | サマータイムレコード | 八瀬祐樹 黒沢守 | 八瀬祐樹 三上喜子 | 大梶博之、篠田知宏 藤本真由、熊谷勇也 髙野晃久、松本元気 古賀美裕紀、斉藤和也 横田巧己、中村直人 田中春香 | 山村洋貴          | -                | しづ           |

#### 放送局
| 放送地域 | 放送局             | 放送期間                | 放送日時                     | 放送系列   | 備考                |
| -------- | ------------------ | ----------------------- | ---------------------------- | ---------- | ------------------- |
| 東京都   | TOKYO MX           | 2014年4月13日 - 6月29日 | 日曜 0:00 - 0:30（土曜深夜） | 独立局     | 製作局 『E!TV』枠   |
| 日本全域 | BS11               | 2014年4月13日 - 6月29日 | 日曜 0:00 - 0:30（土曜深夜） | BS放送     | 製作局 『ANIME+』枠 |
| 栃木県   | とちぎテレビ       | 2014年4月13日 - 6月29日 | 日曜 0:00 - 0:30（土曜深夜） | 独立局     |                     |
| 群馬県   | 群馬テレビ         | 2014年4月13日 - 6月29日 | 日曜 0:00 - 0:30（土曜深夜） | 独立局     |                     |
| 日本全域 | ニコニコ生放送     | 2014年4月13日 - 6月29日 | 日曜 0:00 - 0:30（土曜深夜） | ネット配信 |                     |
| 日本全域 | ニコニコチャンネル | 2014年4月13日 - 6月29日 | 日曜 0:30 更新               | ネット配信 |                     |
| 日本全域 | GYAO!              | 2014年4月13日 - 6月29日 | 日曜 12:00 更新              | ネット配信 |                     |
| 日本全域 | 楽天ショウタイム   | 2014年4月14日 - 6月30日 | 月曜 12:00 更新              | ネット配信 |                     |
| 日本全域 | dアニメストア      | 2014年4月15日 - 7月1日  | 火曜 12:00 更新              | ネット配信 |                     |
| 日本全域 | AT-X               | 2014年4月16日 - 7月2日  | 水曜 22:00 - 22:30           | CS放送     | リピート放送あり    |

#### BD / DVD
| 巻数 | 収録話               | 発売日         | 規格品番      | 規格品番      |
| 巻数 | 収録話               | 発売日         | BD限定版      | DVD限定版     |
| ---- | -------------------- | -------------- | ------------- | ------------- |
| 1    | 人造エネミー         | 2014年6月25日  | ANZX-11221/22 | ANZB-11221/22 |
| 2    | 如月アテンション     | 2014年7月9日   | ANZX-11223/24 | ANZB-11223/24 |
| 3    | メカクシコード       | 2014年7月23日  | ANZX-11225/26 | ANZB-11225/26 |
| 4    | カゲロウデイズ       | 2014年8月13日  | ANZX-11227/28 | ANZB-11227/28 |
| 5    | カイエンパンザマスト | 2014年8月27日  | ANZX-11229/30 | ANZB-11229/30 |
| 6    | ヘッドフォンアクター | 2014年9月10日  | ANZX-11231/32 | ANZB-11231/32 |
| 7    | コノハの世界事情     | 2014年9月24日  | ANZX-11233/34 | ANZB-11233/34 |
| 8    | ロスタイムメモリー   | 2014年10月8日  | ANZX-11235/36 | ANZB-11235/36 |
| 9    | アヤノの幸福理論     | 2014年11月26日 | ANZX-11237/38 | ANZB-11237/38 |
| 10   | 空想フォレスト       | 2014年11月26日 | ANZX-11239/40 | ANZB-11239/40 |
| 11   | オツキミリサイタル   | 2014年12月24日 | ANZX-11241/42 | ANZB-11241/42 |
| 12   | サマータイムレコード | 2014年12月24日 | ANZX-11243/44 | ANZB-11243/44 |

### 第2作
『メカクシティリロード』のタイトルで、第2期が予定されている。第1作の『メカクシティアクターズ』の続編とはされていない。2016年8月に制作が発表されたが、2024年8月現在も一切続報が無い状態である。

## 映画
『カゲロウデイズ-in a day's-』のタイトルで、2016年11月4日より、日本初の完全MX4Dアニメーション映画として公開された。
公式サイトなどでの発表はないが、本作のパンフレットにて、『route-2』の制作が発表されている。詳細は未発表。

### スタッフ （1作目）
- 原作 - じん
- 監督・脚本・キャラクター原案 - しづ
- アニメーション監督 - 高橋幸雄
- アニメーションキャラクターデザイン - 土屋圭
- 美術監督 - 菊地正典
- 色彩設計 - のぼりはるこ
- CG制作 - DIFFUSE ENTERTAINMENT
- 撮影監督 - 山根裕二郎
- 音響監督 - 市川邦泰 (1st PLACE)
- 音楽制作 - out of service、1st PLACE
- アニメーション制作 - JUMONJI
- 制作 - 1st PLACE
- 製作 - 『カゲロウデイズ-in a day's-』製作委員会（ウルトラシープ、アニプレックス、1st PLACE、KDDI）

#### 主題歌
「RED」
作詞・作曲 - じん / 編曲 - GOUACHE / 歌 - GOUACHE

## 代替現実ゲーム
『メカクシ団：ウォッチャーズ 〜消失少女捜索大作戦〜リサーチファイル』というカゲロウプロジェクトを原案とした代替現実ゲームが2014年8月15日より2014年9月27日にかけて行われた。プレイヤーはベースサイトのBBSでほかのプレイヤーと意見を交換したり、手がかりについて話し合ったり、時には投票の多数決で物事を決めることでゲームを進めていく。
主催・制作はKADOKAWAエンターブレイン、企画・制作・運営はオフィス新大陸。

### ノベライズ
- 『メカクシ団：ウォッチャーズ アンソロジー 〜消失少女をめぐるひと夏の冒険譚〜』エンターブレイン〈KCG文庫〉、2014年12月26日発売、ISBN 978-4-04-730186-3
- 『メカクシ団：ウォッチャーズ ノベル 〜少女のキモチとぼくらのチカラ〜』（箸：土屋つかさ）エンターブレイン〈KCG文庫〉、2015年2月28日発売、ISBN 978-4-04-730187-0

### リプレイ
- 『メカクシ団：ウォッチャーズ リプレイ 〜消失少女捜索大作戦 Re;PLAY〜』（監修：オフィス新大陸）エンターブレイン単行本、2015年2月28日発売、ISBN 978-4-04-730188-7

## 体感型ゲーム
『メカクシティクエスト in 江の島　消えた電脳少女を救え』というカゲロウプロジェクトを原案とした体感型ゲームが、神奈川県湘南海岸の江の島を舞台に2019年9月14日より同年11月17日まで開催された。プレイヤーは専用の謎解きキットを開催場所で購入し、街歩きをしながら、キャラクターたちとスマートフォンアプリのLINE上でやり取りして謎解きしていく。
主催は「メカクシティクエスト」実行委員会、企画制作はSCRAP、協力に藤沢市、（公社）藤沢市観光協会、EDWORD RECORDS。

## 学習参考書
中学・高校で習う学習内容の参考書。
カゲロウデイズを原作としたストーリーとキャラクターで解説している。このカゲロウプロジェクト×学習参考書シリーズは2016年6月時点で累計20万部を超え新たに2016年7月より3ヶ月連続で3冊が刊行、2017年2月時点で累計30万部を突破し新たに2017年6月に2冊・7月に1冊という合わせて3冊が刊行される。2017年10月時点で累計45万部を突破し、同年10月と11月にも1冊ずつ学習参考書シリーズが発行されている。

### 英語
『〜面白いほど覚えられる本』は音声ダウンロード付きで、その英語解説とナビゲーターを登場人物のエネ（声 - 阿澄佳奈）が担当している。『〜面白いほどわかる本』のうち『高校英文法』はスペシャル復習トークCDが付属し、ヒビヤ(声 - 富樫美鈴)とモモ(声 - 柏山奈々美)が担当している・
- 『「カゲロウデイズ」で中学英単語が面白いほど覚えられる本』（監修：石井智子）KADOKAWA/中経出版、2014年9月25日発売、ISBN 978-4-04-600682-0
- 『「カゲロウデイズ」で高校英単語が面白いほど覚えられる本』（監修：大岩秀樹）KADOKAWA/中経出版、2015年1月29日発売、ISBN 978-4-04-601074-2
- 『「カゲロウデイズ」で中学英文法が面白いほどわかる本』（監修：大岩秀樹）KADOKAWA/中経出版、2015年8月11日発売、ISBN 978-4-04-601042-1
- 『「カゲロウデイズ」で中学英単語が面白いほど覚えられる本 高校入試対策編』（監修：大岩秀樹）KADOKAWA/中経出版、2016年7月26日発売、ISBN 978-4-04-601600-3
- 『「カゲロウデイズ」で高校英文法が面白いほどわかる本 CD付』（監修：大岩秀樹）KADOKAWA/中経出版、2017年11月25日発売、ISBN 978-4-04-601976-9

### 歴史・地理
- 『「カゲロウデイズ」で日本文化史が面白いほどわかる本』（監修：塚原哲也）KADOKAWA/中経出版、2015年7月13日発売、ISBN 978-4-04-601026-1
- 『「カゲロウデイズ」で中学歴史が面白いほどわかる本』（監修：伊藤賀一）KADOKAWA/中経出版、2016年9月14日発売、ISBN 978-4-04-601589-1
- 『「カゲロウデイズ」で中学地理が面白いほどわかる本』（監修：伊藤賀一）KADOKAWA/中経出版、2017年7月10日発売、ISBN 978-4-04-601883-0

### 数学・理科
- 『「カゲロウデイズ」で中学数学が面白いほどわかる本』（監修：山内恵介）KADOKAWA/中経出版、2016年8月8日発売、ISBN 978-4-04-601588-4
- 『「カゲロウデイズ」で中学理科が面白いほどわかる本』（監修：佐川大三）KADOKAWA/中経出版、2017年6月24日発売、ISBN 978-4-04-601882-3
- 『「カゲロウデイズ」で中学数学が面白いほどわかる本 高校入試対策編』（監修：山内恵介）KADOKAWA中経出版、2017年10月16日発売、ISBN 978-4-04-602033-8

### 勉強法
- 『「カゲロウデイズ」で中学生からの勉強法が面白いほどわかる本』（監修：清水章弘）KADOKAWA/中経出版、2017年6月24日発売、ISBN 978-4-04-601884-7

## ラジオ
メカクシ団のキャラクターが出演するラジオ番組が、文化放送で放送された。